# Óriásfogú cápa

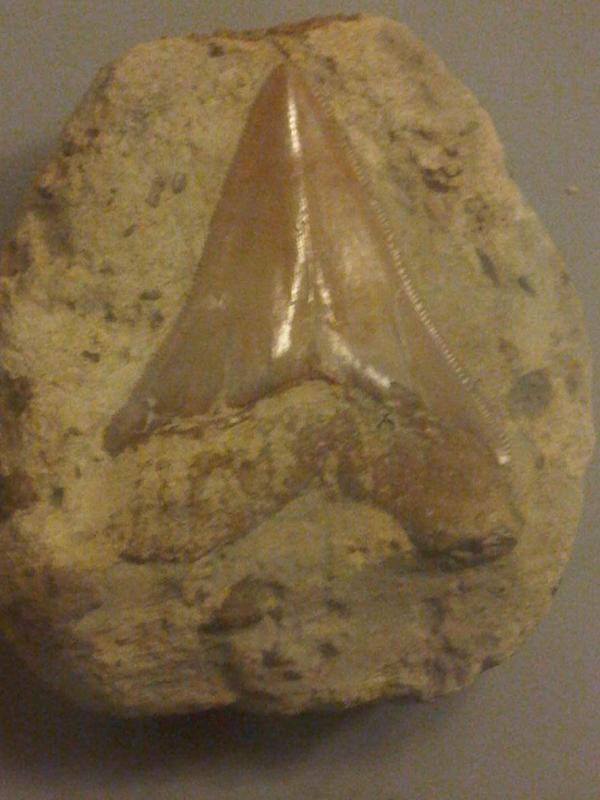
Az óriásfogú cápa foga a máltai Vilhena Palace-hoz tartozó Nemzeti Természettudományi Múzeumban

Az óriásfogú cápa (Otodus megalodon, Carcharocles megalodon, vagy Carcharodon megalodon) a porcos halak (Chondrichthyes) osztályának heringcápa-alakúak (Lamniformes) rendjébe, ezen belül a ma is élő heringcápafélék (Lamnidae) vagy a fosszilis Otodontidae családjába tartozó fosszilis faj.
A cápa tudományos fajneve, azaz a megalodon, magyarul „nagy fogat” jelent. Méretét tekintve az élő cápák fogaihoz képest „óriásfogú” hal körülbelül 23–3,6 millió évvel ezelőtt létezett, vagyis a kora miocén és pliocén korok között.
Ennek a fosszilis porcos halnak a rendszertani besorolása már majdnem egy évszázada vita tárgya, és a pontos rendszerezése még most sem tisztázott. Hagyományosan a heringcápafélék közé sorolták be, Carcharodon megalodon tudományos név alatt, azonban az is meglehet, hogy a fosszilis Otodontidae cápacsalád egyik tagja; ebben az esetben a Carcharocles megalodon volna a helyénvaló megnevezés. E bizonytalanságból kifolyólag az irodalomban csak C. megalodon-ként említik.
A valaha létezett egyik legnagyobb húsevő gerincesként tartják számon. Az óriásfogú cápa jelentős mértékben befolyásolta korának tengeri élővilágát. A megtalált maradványokból ítélve e cápafaj legnagyobb példányai körülbelül 14,2–16 méter hosszúak lehettek, azonban az átlag ennél jóval kisebb volt. Világszerte, például a Kárpát-medence területéről is kerültek elő ősmaradványai. Ez azt igazolja, hogy a Bádeni-tengerben is elterjedt, azaz kozmopolita élőlény volt. A kutatók szerint ez a kihalt cápa morfológiailag olyan volt, mint egy tömzsibb fehér cápa (Carcharodon carcharias), ám annál jóval nagyobb, körülbelül nagy ámbráscet (Physeter macrocephalus) méretű lehetett.
2019-ben jelölték a 2020-as év ősmaradványának, a tengerililiomok (Crinoidea) és a gyapjas orrszarvú (Coelodonta antiquitatis) mellett, majd a szavazáson ez a fosszilis cápa nyerte el a címet.

## Felfedezése

### Nyelvkövek

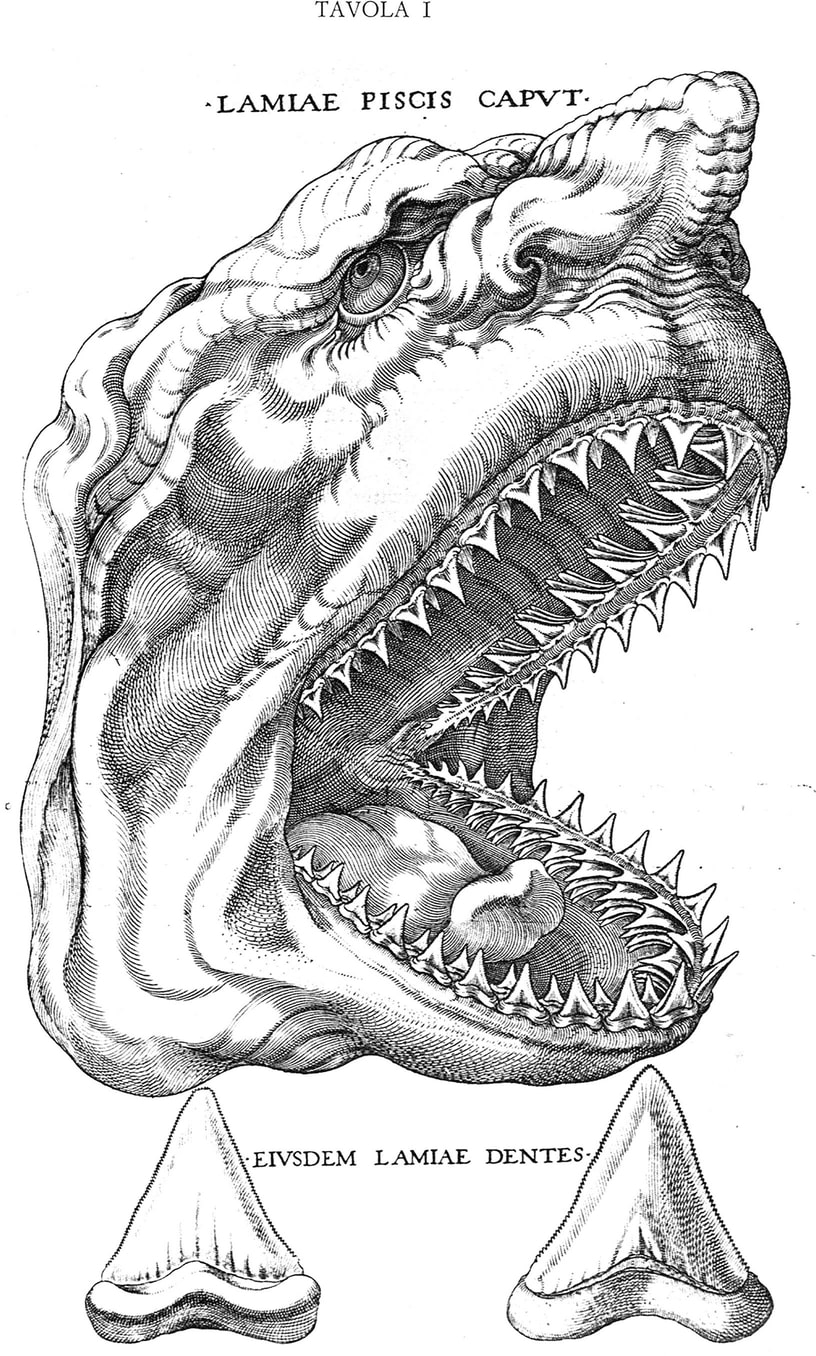
Nicolaus Steno rajza, mely a „The Head of a Shark Dissected” (A cápa fejének elemzése) című könyvben szerepel

A „nyelvkő” (eredetileg glossopetrae) elnevezés először az ókori római polihisztor, Caius Plinius Secundus Naturalis Historia című főművében szerepel: „A glossopetra az emberi nyelvhez hasonlít, nem a földön keletkezik, hanem a hold fogyásakor hull alá az égből. A holdból való jóslásnál van rá szükség. Hogy ennek ne adjunk hitelt, annak egy másik hazug állítás az oka: azt beszélik, hogy a szeleket lehet vele lecsitítani.”
A középkorban leginkább úgy vélték, hogy ezek a maradványok sárkányok nyelvvégei lehettek; ezért a sárkányábrázolásokon a szörnyek nyelve gyakran nyílhegyszerűen végződik.
A reneszánsz korbeli beszámolók szerint a hatalmas, háromszögletű kövületek, melyek a sziklákba voltak beágyazódva, a sárkányok és kígyók nyelvkövei (glossopetrae). 1667-ben Nicolaus Steno (Niels Stensen) dán természettudós ismerte fel, hogy a kövületek valójában cápafogak. A fogak vélt elhelyezkedését rajzon ábrázolta. Később könyvet is írt erről, „The Head of a Shark Dissected” (A cápa fejének elemzése) címmel, a könyvben is van rajz az óriásfogú cápa fogáról. Úgy vélte, ez döntő bizonyíték arra, hogy a tengerek valaha messze benyomultak a mai szárazföldek belsejébe.

### Azonosítása
E cápa első tudományos nevét, a Carcharodon megalodont, melyet még manapság is használnak, 1835-ben Louis Agassiz Svájcban született amerikai paleontológus, glaciológus és geológus adta. Az állat leírását és megnevezését az 1843-ban kiadott „Recherches sur les poissons fossiles” (Fosszilis halakról szóló kutatások) című művében közölte. Agassiz az óriásfogú cápa és a fehér cápa fogait – a méretkülönbségtől eltekintve – nagyon hasonlónak vélte, emiatt a fehér cápa nemébe (Carcharodon) sorolta be a fosszilis cápát. Laikus neve, az „óriásfogú cápa” helyesnek bizonyult. „óriás fehér cápa” vagy „szörnycápa”.

## Kövületei
Mivel porcos hal, az óriásfogú cápából csak fogai és csigolyái kövesedtek meg. A többi fosszilis cápához hasonlóan az ősmaradványai csak részben kerültek elő, és a megtalált példányok is igen kevés kövülettel rendelkeznek, azaz nagyon hiányosak. A cápák váza porcszövetből áll, mely általában nem marad fenn. Egyes beszámolók szerint a legkorábbi óriásfogú cápa a késő oligocén korszakban élt, körülbelül 28 millió évvel ezelőtt, azonban valószínűbb, hogy csak a miocén kor elején, mintegy 23 millió éve jelent meg. Habár a harmadidőszak utáni korokból nagyjából hiányzik, egyes kutatások szerint maradványai kerültek elő néhány pleisztocén kori rétegből. Feltételezések szerint az óriásfogú cápa körülbelül a pliocén korban, 3,6 millió évvel ezelőtt halt ki. A pliocén utáni időkből származó óriásfogú cápa kövületek nagy valószínűséggel „átültetett” fosszíliák, vagyis a kövületeket egy folyó vagy földcsuszamlás mosta át egy későbbi rétegbe. A szóban forgó cápa kozmopolita élőlény volt, maradványait világszerte megtalálták; ilyen helyek: Európa, Afrika, Észak- és Dél-Amerika, Puerto Rico, Kuba, Jamaica, a Kanári-szigetek, Ausztrália, Új-Zéland, Japán, Málta, a Grenadine-szigetek és India. Magyarország területéről, Mátraszőlősön, Fertőrákoson és a Pécshez közeli Danicz-puszta homokbányájában találták meg kövületeit. A C. megalodon fogak a kontinensektől távol, például a csendes-óceáni Mariana-árok közelében is kerültek elő.
Leggyakoribb kövületei a nagy fogak, amelyekről a nevét is kapta. A fogak háromszög alakúak, tömzsi felépítésűek és nagyok. A szélük finoman fűrészes, a tövük szembeszökően V alakú. A legnagyobb fogak 18 centiméternél is hosszabbak; ez a legnagyobb fogú ismert cápa.
Fogai mellett néha csigolyák is előkerülnek. A leghíresebb csigolyás példányt 1926-ban, a belgiumi Antwerpen-medencében találta meg M. Leriche; ennek a példánynak majdnem a teljes gerince megkövesedett. A gerincből 150 csigolyaközép maradt meg; ezeknek az átmérője az 55 és 155 milliméter között változik. Egyes kutatók szerint lehetnek olyan példányok is, melyeknek csigolyaközepe még nagyobb. 1983-ban a dániai Gram-agyagrétegben Bendix-Almgeen egy másik részben megkövesedett óriásfogú cápa gerincre bukkant. Ennek a példánynak 20 darab csigolyaközepe fosszilizálódott; átmérőjük 100-230 milliméter között van.

## Rendszertani besorolása és kifejlődése
Az óriásfogú cápa törzsfejlődésének (philogenesis) megállapítása, több évtizednyi kutatás és újravizsgálódás után is igen nehéz. Néhány cápakutató (köztük J. E. Randall, A. P. Klimley, D. G. Ainley, M. D. Gottfried, L. J. V. Compagno, S. C. Bowman és R. W. Purdy) erősen ragaszkodik az óriásfogú cápa és a fehér cápa közeli rokonságának megtartásához. Mások viszont (köztük D. S. Jordan, H. Hannibal, E. Casier, C. DeMuizon, T. J. DeVries, D. Ward és H. Cappetta) a két cápa közti hasonlóságot kizárólag a konvergens evolúció (olyan folyamat, amely során egymáshoz nem kapcsolódó fejlődési vonalakon hasonló biológiai jellegzetességek alakulnak ki) eredményeként tartják számon. Emiatt a Carcharocles hívei egyre nagyobb teret nyernek; bár a hagyományos rendszertani besorolás még mindig széles körben elterjedt.

### C. megalodon a Carcharodonon belül
|  | \| \| I. hastalis \| \| \| \| \| \| Sacaco sp. \| \| \| \| |
|  |                                                            |
|  | I. hastalis                                                |
|  |                                                            |
|  | Sacaco sp.                                                 |
|  |                                                            |

|  | I. hastalis |
|  |             |
|  | Sacaco sp.  |
|  |             |

|  | C. carcharias |
|  |               |
|  | C. megalodon  |
|  |               |

|  | \| \| I. hastalis \| \| \| \| \| \| Sacaco sp. \| \| \| \| |
|  |                                                            |
|  | I. hastalis                                                |
|  |                                                            |
|  | Sacaco sp.                                                 |
|  |                                                            |

|  | I. hastalis |
|  |             |
|  | Sacaco sp.  |
|  |             |

|  | C. carcharias |
|  |               |
|  | C. megalodon  |
|  |               |

|  | \| \| I. hastalis \| \| \| \| \| \| Sacaco sp. \| \| \| \| |
|  |                                                            |
|  | I. hastalis                                                |
|  |                                                            |
|  | Sacaco sp.                                                 |
|  |                                                            |

|  | I. hastalis |
|  |             |
|  | Sacaco sp.  |
|  |             |

|  | C. carcharias |
|  |               |
|  | C. megalodon  |
|  |               |

|  | \| \| I. hastalis \| \| \| \| \| \| Sacaco sp. \| \| \| \| |
|  |                                                            |
|  | I. hastalis                                                |
|  |                                                            |
|  | Sacaco sp.                                                 |
|  |                                                            |

|  | I. hastalis |
|  |             |
|  | Sacaco sp.  |
|  |             |

|  | C. carcharias |
|  |               |
|  | C. megalodon  |
|  |               |

|  | \| \| O. obliquus \| \| \| \| |
|  |                               |
|  | O. obliquus                   |
|  |                               |

|  | O. obliquus |
|  |             |

|  | I. hastalis |
|  |             |

|  | C. carcharias |
|  |               |
|  | C. megalodon  |
|  |               |

|  | \| \| O. obliquus \| \| \| \| |
|  |                               |
|  | O. obliquus                   |
|  |                               |

|  | O. obliquus |
|  |             |

|  | I. hastalis |
|  |             |

|  | C. carcharias |
|  |               |
|  | C. megalodon  |
|  |               |

|  | \| \| O. obliquus \| \| \| \| |
|  |                               |
|  | O. obliquus                   |
|  |                               |

|  | O. obliquus |
|  |             |

|  | I. hastalis |
|  |             |

|  | C. carcharias |
|  |               |
|  | C. megalodon  |
|  |               |

|  | \| \| O. obliquus \| \| \| \| |
|  |                               |
|  | O. obliquus                   |
|  |                               |

|  | O. obliquus |
|  |             |

|  | I. hastalis |
|  |             |

|  | C. carcharias |
|  |               |
|  | C. megalodon  |
|  |               |

A hagyományos rendszertani besorolás szerint az óriásfogú cápa a fehér cápával együtt a Carcharodon nevű cápanem fajai. Ennek a besorolásnak több érve is van: 1. a fogak egyedfejlődése (ontogenezis), melynek során a fiatal cápa fogainak széle érdesen fűrészes, a kor előrehaladtával egyre finomabbá válik – az utóbbiéra pedig igen hasonlít az óriásfogú cápáé; 2. a fiatal óriásfogú cápa foga morfológiailag igen hasonlít a fehér cápáéra; 3. egy szimmetrikus második, belső fog; 4. egy nagy köztes fog, mely a szájközepe felé hajlik; 5. felső, belső fogak, melyeknek töve kúp alakú. A Carcharodon támogatói szerint az óriásfogú cápának és a fehér cápának egy közös őse van, az úgynevezett Palaeocarcharodon orientalis.

### C. megalodon a Carcharocleson belül
|  | I. hastalis                                                  |
|  |                                                              |
|  | \| \| Sacaco sp. \| \| \| \| \| \| C. carcharias \| \| \| \| |
|  |                                                              |
|  | Sacaco sp.                                                   |
|  |                                                              |
|  | C. carcharias                                                |
|  |                                                              |

|  | Sacaco sp.    |
|  |               |
|  | C. carcharias |
|  |               |

|  | I. hastalis                                                  |
|  |                                                              |
|  | \| \| Sacaco sp. \| \| \| \| \| \| C. carcharias \| \| \| \| |
|  |                                                              |
|  | Sacaco sp.                                                   |
|  |                                                              |
|  | C. carcharias                                                |
|  |                                                              |

|  | Sacaco sp.    |
|  |               |
|  | C. carcharias |
|  |               |

|  | I. hastalis                                                  |
|  |                                                              |
|  | \| \| Sacaco sp. \| \| \| \| \| \| C. carcharias \| \| \| \| |
|  |                                                              |
|  | Sacaco sp.                                                   |
|  |                                                              |
|  | C. carcharias                                                |
|  |                                                              |

|  | Sacaco sp.    |
|  |               |
|  | C. carcharias |
|  |               |

|  | I. hastalis                                                  |
|  |                                                              |
|  | \| \| Sacaco sp. \| \| \| \| \| \| C. carcharias \| \| \| \| |
|  |                                                              |
|  | Sacaco sp.                                                   |
|  |                                                              |
|  | C. carcharias                                                |
|  |                                                              |

|  | Sacaco sp.    |
|  |               |
|  | C. carcharias |
|  |               |

|  | \| \| O. obliquus \| \| \| \| \| \| C. megalodon \| \| \| \| |
|  |                                                              |
|  | O. obliquus                                                  |
|  |                                                              |
|  | C. megalodon                                                 |
|  |                                                              |

|  | O. obliquus  |
|  |              |
|  | C. megalodon |
|  |              |

|  | I. hastalis   |
|  |               |
|  | C. carcharias |
|  |               |

|  | \| \| O. obliquus \| \| \| \| \| \| C. megalodon \| \| \| \| |
|  |                                                              |
|  | O. obliquus                                                  |
|  |                                                              |
|  | C. megalodon                                                 |
|  |                                                              |

|  | O. obliquus  |
|  |              |
|  | C. megalodon |
|  |              |

|  | I. hastalis   |
|  |               |
|  | C. carcharias |
|  |               |

|  | \| \| O. obliquus \| \| \| \| \| \| C. megalodon \| \| \| \| |
|  |                                                              |
|  | O. obliquus                                                  |
|  |                                                              |
|  | C. megalodon                                                 |
|  |                                                              |

|  | O. obliquus  |
|  |              |
|  | C. megalodon |
|  |              |

|  | I. hastalis   |
|  |               |
|  | C. carcharias |
|  |               |

|  | \| \| O. obliquus \| \| \| \| \| \| C. megalodon \| \| \| \| |
|  |                                                              |
|  | O. obliquus                                                  |
|  |                                                              |
|  | C. megalodon                                                 |
|  |                                                              |

|  | O. obliquus  |
|  |              |
|  | C. megalodon |
|  |              |

|  | I. hastalis   |
|  |               |
|  | C. carcharias |
|  |               |

1923 körül D. S. Jordan és H. Hannibal megalkotják a Carcharocles cápanemet, hogy rendszertanilag be tudják sorolni a Carcharocles auriculatust. Később a Carcharocles alkotói azt javasolták, hogy a C. megalodont ebbe a nembe kéne áthelyezni. Szintén szerintük, a Carcharocles-fajoknak az egyenes őse a fosszilis Otodus obliquus, mely a paleocén és eocén korok idején élt. A Carcharocles támogatóinak elképzelése szerint, az O. obliquus átalakult az Otodus aksuaticusá, mely aztán átfejlődött a Carcharocles auriculatusba. A C. auriculatus a Carcharocles angustidens egyenes őse, mely maga is őse a Carcharocles chubutensisnek, mely a Carcharocles hívek szerint a C. megalodon egyenes őse. A C. angustidenst és a C. megalodont összekötő kapocsfaj a C. chubutensis lett, mert ennél az állatnál megfigyelhetők az „oldalsó élek” elhagyása, mely igen jellemző a C. megalodonra.

#### Az óriásfogúak ágának átgondolása a Carcharoclesoktól egészen az Otodusokig

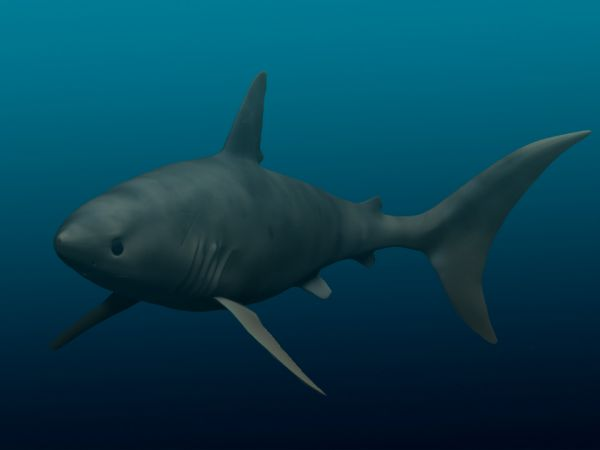
Otodus obliquus talán az óriásfogú cápa egyik őse

A cápakutatók tervbe vették az egész Carcharocles ágnak az átvizsgálását, illetve áttervezését, egészen vissza az Otodusokig.

#### A C. megalodon mint átalakuló faj
David Ward cápakutató elmélete szerint a Carcharocles ág, mely a paleocéntől egészen a pliocénig tartott, nem egyéb, mint ugyanannak az óriás cápafajnak a folytonos átalakulása, környezetéhez való alkalmazkodása különböző idők, azaz korok során. Ez az elmélet nagyon is valószínű – fentebb olvashatók az átmenetek.

#### A makócápák, mint a fehér cápa legközelebbi rokonai
A Carcharocles támogatói buzgón támogatják a fehér cápa és a ma már fosszilis Isurus hastalis szoros rokonságát; az óriásfogú cápát pedig kivonják e rokonságból. Chuck Ciampaglio őslénykutató azzal érvel, hogy az I. hastalisnak és a fehér cápának a fogai méretben és alakban szembetűnően hasonlóak. Más érv szerint az óriásfogú cápa fogain a fűrészes fogszél jóval finomabb, mint a fehér cápáé. 2009-ben újabb bizonyíték került elő, mely a fehér cápa és a makócápák közelebbi rokonságát támogatja; és pedig 1988-ban, Peru délnyugati részén fehér cápát találtak; a maradványt 4 millió évesre becsülték. Ez a maradvány inkább a modern makócápák és a fehér cápa közös ősét bizonyította.

### Megfontolások

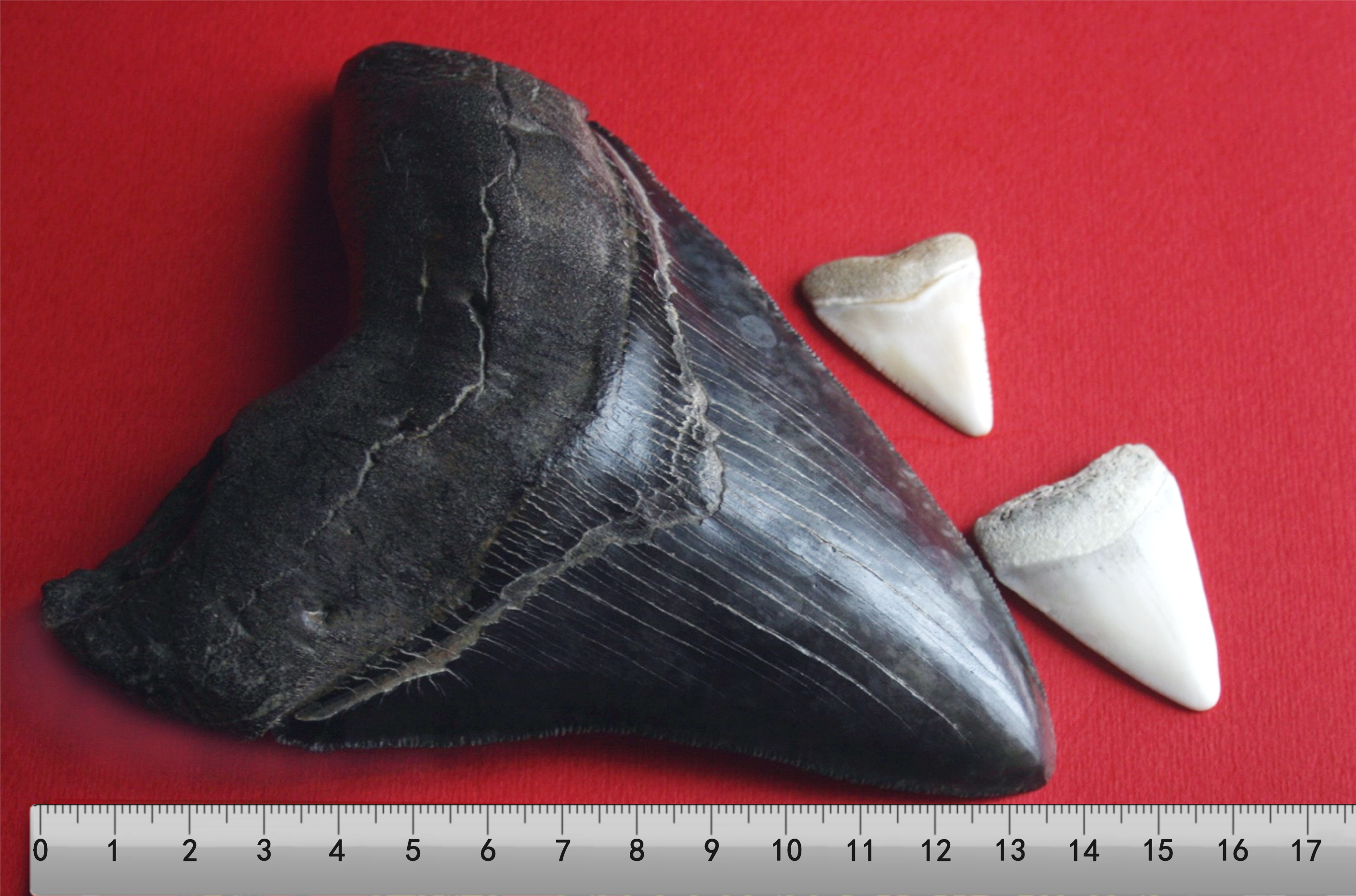
Óriásfogú cápa foga (a képen fekete) két, ma is élő cápa (fehér) foga mellett.

Ciampaglio a vizsgálatai után úgy látja, hogy az óriásfogú cápa és a fehér cápa fogai méretben és alakban jól eltérnek egymástól, és ez önmagában elég ok lenne a két fajt külön-külön nembe helyezni. Ettől eltérően a Carcharodon támogatói – M. D. Gottfried és R. E. Fordyce – több érvet is hoztak az óriásfogú cápák és a fehér cápa rokonításának érdekében. Tiszteletben tartva a nemrég zajló vitákat a fosszilis heringcápafélék rokonságáról; melyben megvitatták az alaktanukat és a csigolyaközépnek a megkövesedési mintázatát, módját – összehasonlítva a fosszilis fehér cápa és az óriásfogú cápák, köztük C. megalodon és C. angustidens, csigolyaközép megkövesedését, arra az eredményre jutottak, hogy a két cápacsoport között tényleg van szorosabb rokonsági kapcsolat.
Gottfried és Fordyce felhozzák a figyelmet arra, hogy egyes 16 millió éves fehér cápa fosszíliák megelőzik a pliocén kori, átmeneti fosszíliákat. Továbbá az oligocén kori óriásfogú cápa maradványok, arra utalnak, hogy ennek az óriásnak a C. chubutensis az egyenes őse. Amiből az vehető ki, hogy a C. megalodon és a C. angustidens kortársak voltak.
Egyes őslénykutatók azt javasolják, hogy Carcharocles ágat be kéne vonni az Otodus cápanembe, hogy annak egy alcsoportját képezze.
Egyes Carcharocles támogatók  (köztük C. Pimiento, D. J. Ehret, B. J. MacFadden és G. Hubbell) egyetértenek, hogy mindkét faj a heringcápa-alakúakhoz (Lamniformes) tartozik, és az élő Otodontidae-fajok hiányában az óriásfogú cápát legjobban helyettesítő modern cápa csakis a fehér cápa lehet.

## Anatómia

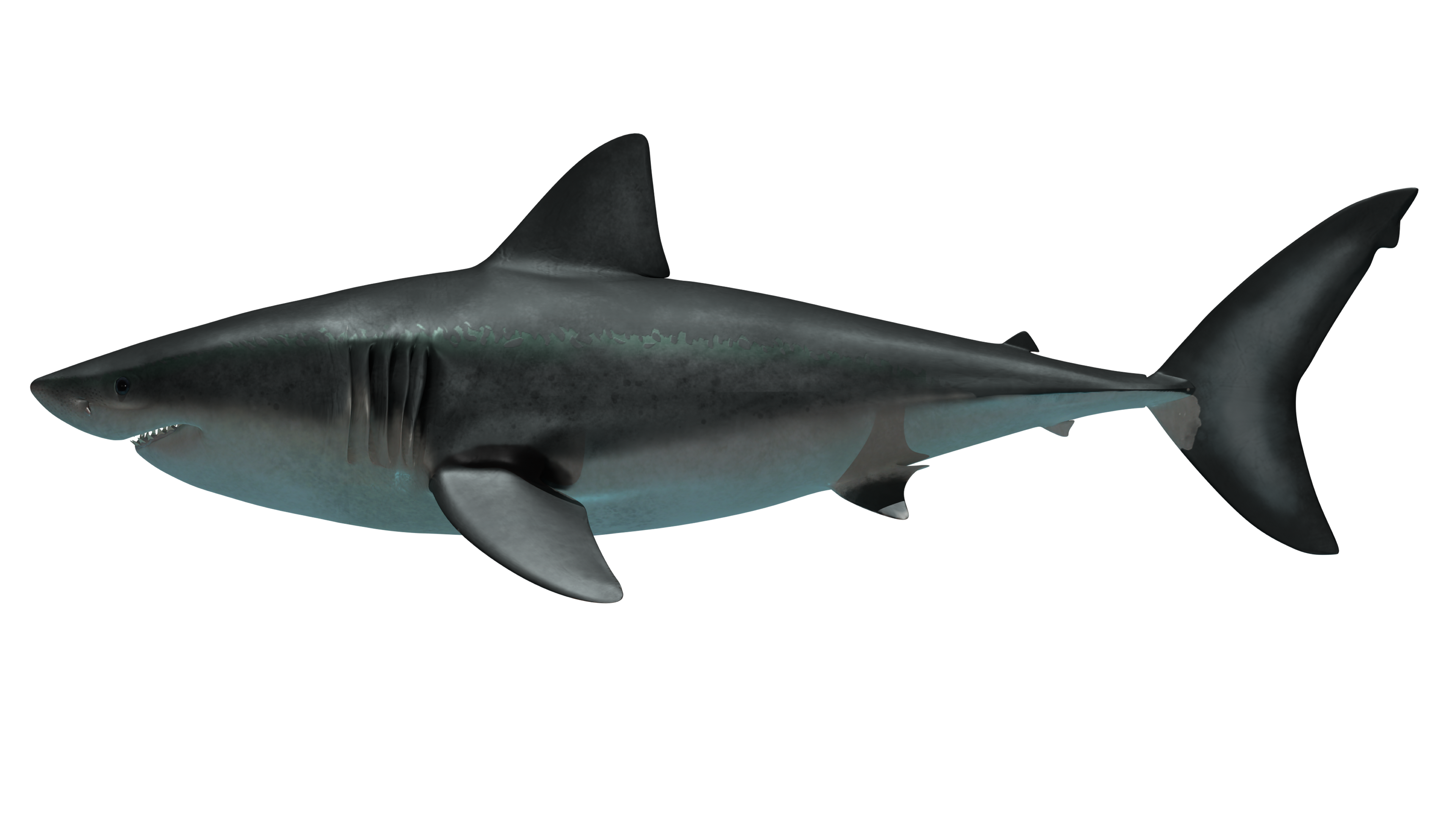
Képzelt rekonstrukciója

Az O. megalodon, a fehér cápa, a cetcápa és az ember méretének összehasonlítása

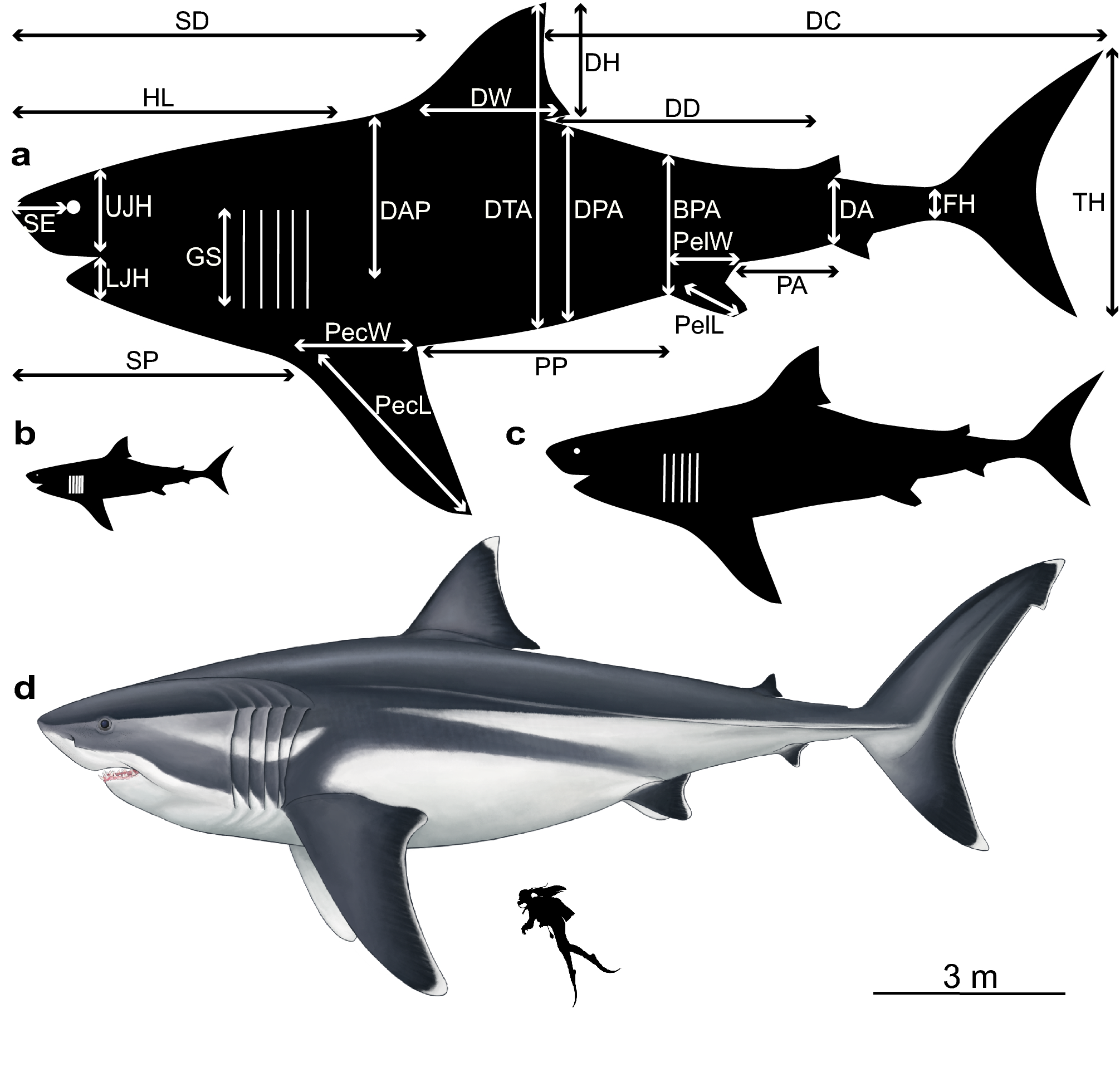
Az O. megalodon és az ember méretének összehasonlítása

A mai élő cápafajok közül a fehér cápát tartják a legmegfelelőbbnek az óriásfogú cápa helyettesítésére. Mivel még nem került elő jól megőrzött óriásfogú cápacsontváz, a kutatók kénytelenek korunk legnagyobb húsevő cápáját, a fehér cápát felhasználni a fosszilis faj rekonstrukciójához.

### Méretbecslések
Mivel eddig csak töredékes csontvázai kerültek elő, pontos méretét nehéz megállapítani. A legtöbb cápakutató egyetért abban, hogy nagyobb volt, mint a ma is élő cetcápa (Rhincodon typus), melynek az eddig hivatalosan megmért legnagyobb példánya 18,8 méteres volt. A C. megalodon felmérésén a kutatók a méretét is és a testtömeget is számba vették.

#### Hossza
Az óriásfogú cápa állkapcsának az első rekonstrukciójával 1909-ben Bashford Dean amerikai zoológus próbálkozott. A rekonstrukciójából arra a következtetésre jutott, hogy az állat hossza megközelítette a 30 métert. A későbbi felfedezések, melyek az állat fogazatának és izomzatának felépítésének jobb megértését szolgálták; a Dean-féle rekonstrukciót 30%-kal csökkentették. Annak érdekében, hogy kizárják az ilyen nagymértékű becslési hibákat, a mai őscápa-kutatók újabb fosszíliákat, valamint mai hasonló cápafajok összehasonlítását és a fogak testhosszhoz viszonyított méretét használják fel.
Egyes módszerek lentebb olvashatók.

#### A fogzománc magassága
1973-ban John E. Randall hawaii halbiológus a fehér cápa esetében egy egyszerű ábrát használt fel, hogy megmutassa a fogzománc (enamelum) magasságát – a függőleges táv a fog zománcos részén, annak tövétől, egészen a hegyéig – a felső állkapcson található legnagyobb fog és az állat teljes hosszának összemérésével. Randall ezt a módszert áthelyezve az óriásfogú cápa esetébe, megpróbálta felmérni a fosszilis állat teljes hosszát. A kutatásához Randall két óriásfogú cápa példány fogait használta fel; az egyik a 10356-os raktárszámú, melyet az Amerikai Természettudományi Múzeumban (American Museum of Natural History, AMNH) őriznek, míg a másik a 25730-as raktárszámú, ezt pedig a Nemzeti Természettudományi Múzeumban (National Museum of Natural History) tartják. Az első példány fogzománc magassága 115 milliméteres, a másodiké 117,5 milliméteres. A hawaii kutató ezeknek átlagából arra a következtetésre jutott, hogy az óriásfogú cápa körülbelül 13 méter hosszú lehetett. 1991-ben Richard Ellis és John E. McCosker azt állították, hogy a fogzománc magassága nem feltétlenül nő az állat teljes hosszának a növekedésével.

#### A legnagyobb belsőfog magassága
1996-ban, miután Michael D. Gottfried, Leonard Compagno és S. Curtis Bowman alaposan megvizsgáltak 73 fehér cápa példányt, lineáris összehasonlítást javasoltak az állat teljes hossza és a legnagyobb belsőfog magassága között. Az összehasonlítás a következő: teljes hossz méterekben = –  (0,096) × [UA legnagyobb magasság (mm)]-(0,22). Ezután Gottfried és kollégái átültették ezt a módszert a C. megalodon esetébe. A legnagyobb óriásfogú cápa fog, mely a csapat tulajdonában volt – 1993-ban Compagno által felfedezett felső állkapcson levő, második belső fog, melynek magassága 168 milliméteres volt. Ennek a fognak és a módszerüknek köszönhetően, az állat hosszát 15,9 méteresre becsülték. Még abban az időben ennél nagyobb fogakról is érkeztek beszámolók. E módszer esetében a fog maximális hosszát, a fogkorona (corona dentis) tetejétől egészen az alsó nyúlvány gyökeréig futó függőleges vonal mentén kapjuk, mely párhuzamosan fut a fog hossztengelyével. Laikus kifejezéssel élve, a fog legnagyobb magassága a dőlési vagy ferde hosszában található.

#### A foggyökér szélessége

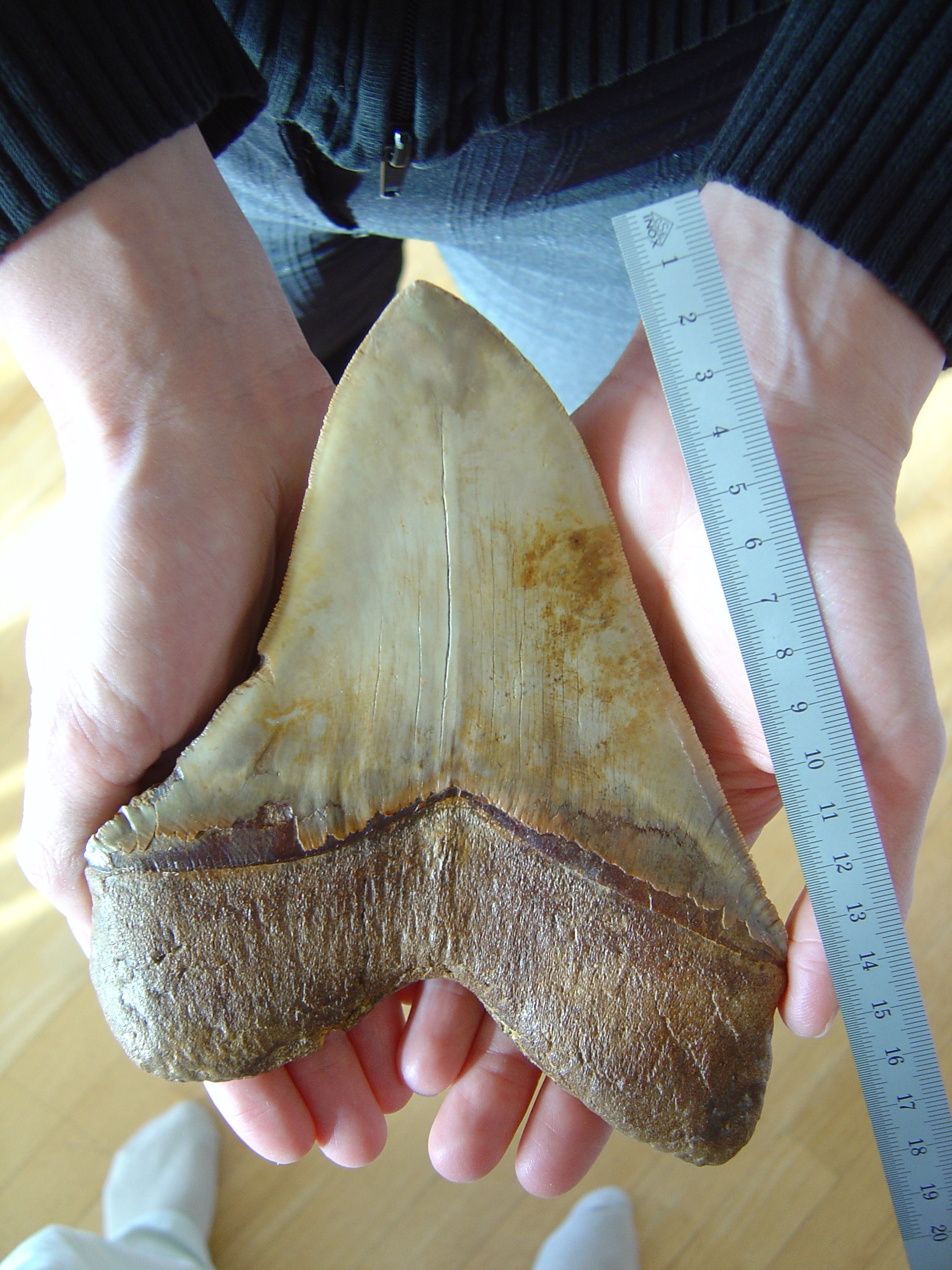
Hatalmas foga, mely a gyökérnél 13 centiméter széles.

2002-ben Clifford Jeremiah cápakutató azt javasolta, hogy az állat teljes hosszát a felső belső fog gyökeréhez viszonyítsák. Állítása szerint minden 1 centiméternyi foggyökérre (radix dentis) körülbelül 1,4 méter cápahosszt kell számítani. Jeremiah azt mutatta ki, hogy az állkapocs külső hosszvonala egyenesen arányos az állat össz hosszával; és a legnagyobb fog gyökerének a szélessége megmutatja az állkapocs szélességét. A Jeremiah tulajdonában levő legnagyobb fog gyökere 12 centiméter széles volt, ebből pedig a módszer segítségével 16,5 méteres példány adódott. Ward megjegyezte, hogy ez a módszer nagyon is jól működik a mai nagytestű cápák felmérésében.

#### A fogkorona magassága
2002-ben a chicagói DePaul Egyetem (DePaul University) őslénykutatója, Kenshu Shimada fehér cápa példányokon végzett anatómiai vizsgálatok után arra jutott, hogy lineáris összefüggés van a fogkorona magassága és az állat teljes hossza között. Az összefüggés a következő: az állat teljes hossza centiméterben = a + bx, ahol a állandó, b az egyenes meredeksége, x pedig a fogkorona magassága milliméterben. A b értéke 9, ennyivel kell szorozni a fog magasságát (mm), hogy megkapjuk a cápa hosszát centiméterben.  Az összefüggés segítségével bármely fogból meg lehet becsülni a teljes testhosszúságot. Ebben a módszerben a fogkorona magassága mérésekor a maximális labiális zománcmagasságot vették figyelembe. Shimada rámutatott, hogy a korábban javasolt módszerek a dentális homológiákat kevésbé vették figyelembe, ő viszont a korona, illetve a gyökér nem izometrikus növekedését figyelembe vette modelljében. Az összefüggés továbbá felhasználható lenne a fehér cápához alaktanilag hasonló cápák, mint az óriásfogú cápa méretének becslésére is. A modell használatával a Gottfried és kollégái által birtokolt felső-elülső fog (168 mm maximális magassággal) alapján 15,1 méteres testhosszúságra lehet következtetni. 2010-ben Catalina Pimiento, Dana J. Ehret, Bruce J. MacFadden és Gordon Hubbell cápakutatók Shimada módszerével meghatározták egy C. megalodon nagyságát. A panamai Gatun Formáció területén talált példányok közül a 237956-os számú példányra 16,8 métert számoltak. Később cápakutatók (köztük Pimiento, Ehret és MacFadden is) újra ellátogattak a Gatun Formációhoz és újabb példányokhoz jutottak hozzá. A 257579-es számú példány Shimada módszere alapján 17,9 méteres hosszt ért el.

#### Aktuális szakmai konszenzus
Az 1990-es években Patrick J. Schembri és Staphon Papson tengerbiológusok azt állították, hogy az óriásfogú cápa teljes hossza körülbelül 24-25 méter lehetett. Ettől eltérően Gottfried és kollégái a legnagyobb példányt csupán 20,3 méteresre becsülik. A mai felfedezések és kutatások alapján, melyet a legtöbb mai kutató elfogad, az óriásfogú cápa legvalószínűbb maximális testhossza „csak” 14,2–16 méter lehetett.

#### A legnagyobb ismert példányok
A floridai Gainesville nevű megyeszékhelyben élő Gordon Hubbell tulajdonában van egy 184,1 milliméter magas felső, belső fog. Az egyik óriásfogú cápa állkapocs rekonstrukcióba egy 193,67 milliméter magasságú fog is be van foglalva. Ezt a rekonstrukciót Vito Bertucci fosszíliavadász állította össze. Emiatt Bertucci beceneve „Megalodon Man” lett, ami magyarul Megalodonembert jelent.

#### Testtömeg-becslések
Miután Gottfried és kollégái 175 fehér cápa-példányon végeztek hossz–tömeg arányméréseket, kidolgoztak egy módszert a C. megalodon testtömegének a megismeréséhez. A módszerben az egyed növekedési rátáját is beleszámították. A módszerük, elképzelésük szerint egy 15,9 méter hosszú C. megalodon körülbelül 48 tonnát nyomhatott, míg egy 17 méteres példány körülbelül 59 tonnás lehetett. Ha létezett 20,3 méteres óriásfogú cápa, akkor 103 tonna tömegű lehetett.

### Fogazata és állkapcsa
Egy japán kutatócsoport, vagyis T. Uyeno, O. Sakamoto és H. Sekine 1989-ben a Japánban lévő Szaitama nevű városban felfedeztek és kiástak egy majdnem teljes óriásfogú cápa fogazatot. Egy másik hasonlóan jól megőrzött C. megalodon fogazat került elő az észak-karolinai Aurora város menti Lee Creek-ből, mely a Yorktown Formációhoz tartozik. Ez a példány szolgált a New Yorkban lévő Amerikai Természettudományi Múzeumban (American Museum of Natural History) felállított óriásfogú cápa állkapocs-rekonstrukciójához. Ezek a fogsorok megmutatták, hogy valójában hány foga is volt és hogy hogyan is helyezkedtek el a fogak az állkapcsában ennek a fosszilis cápafajnak. Ebből kifolyólag igen élethű állkapocs-rekonstrukciók jöttek létre. A későbbiekben még több efféle fogsor került elő. Ezek alapján 1996-ban S. Applegate, valamint L. Espinosa mesterséges fogszámozást adott ki, melyben az állat különböző fogtípusai és azok elhelyezkedése van leírva. A legtöbb modern C. megalodon állkapocs-rekonstrukció ezt a leírást követi.
Fogképlete: {\displaystyle {\tfrac {2.1.7.4}{3.0.8.4}}}.
Amint a képletben látható, állkapcsában négyféle fog ült.
- Elülső (Anterior, A)
- Közbeeső (Intermediate, I) – a C. megalodon esetében ez a fog egy felső, belső és „A3”-ként van megnevezve, mivel nagyjából szimmetrikus és nem mutat az ajak középvonala felé. Ennek ellenére közbeesőfogként van számon tartva.[20] A fehér cápa esetében ez a fog az ajak középvonala felé mutat, ami tovább bonyolítja a Carcharodon vs. Carcharocles ügyet; támpontot adva a Carcharocles támogatóinak.
- Oldalsó (Lateral, L)
- Hátulsó (Posterior, P)

Fogai nagyon robusztusak; a 276 foga öt sorba rendeződött. Az őslénykutatók szerint szája akár 2 méternél is szélesebb lehetett.

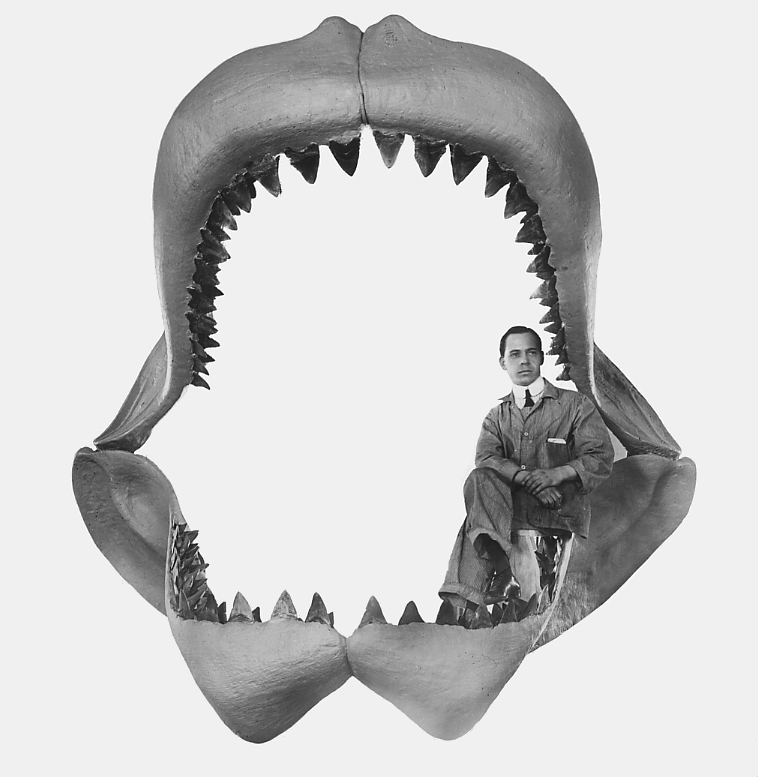
Az 1909-ben felállított Bashford Dean-féle rekonstrukció
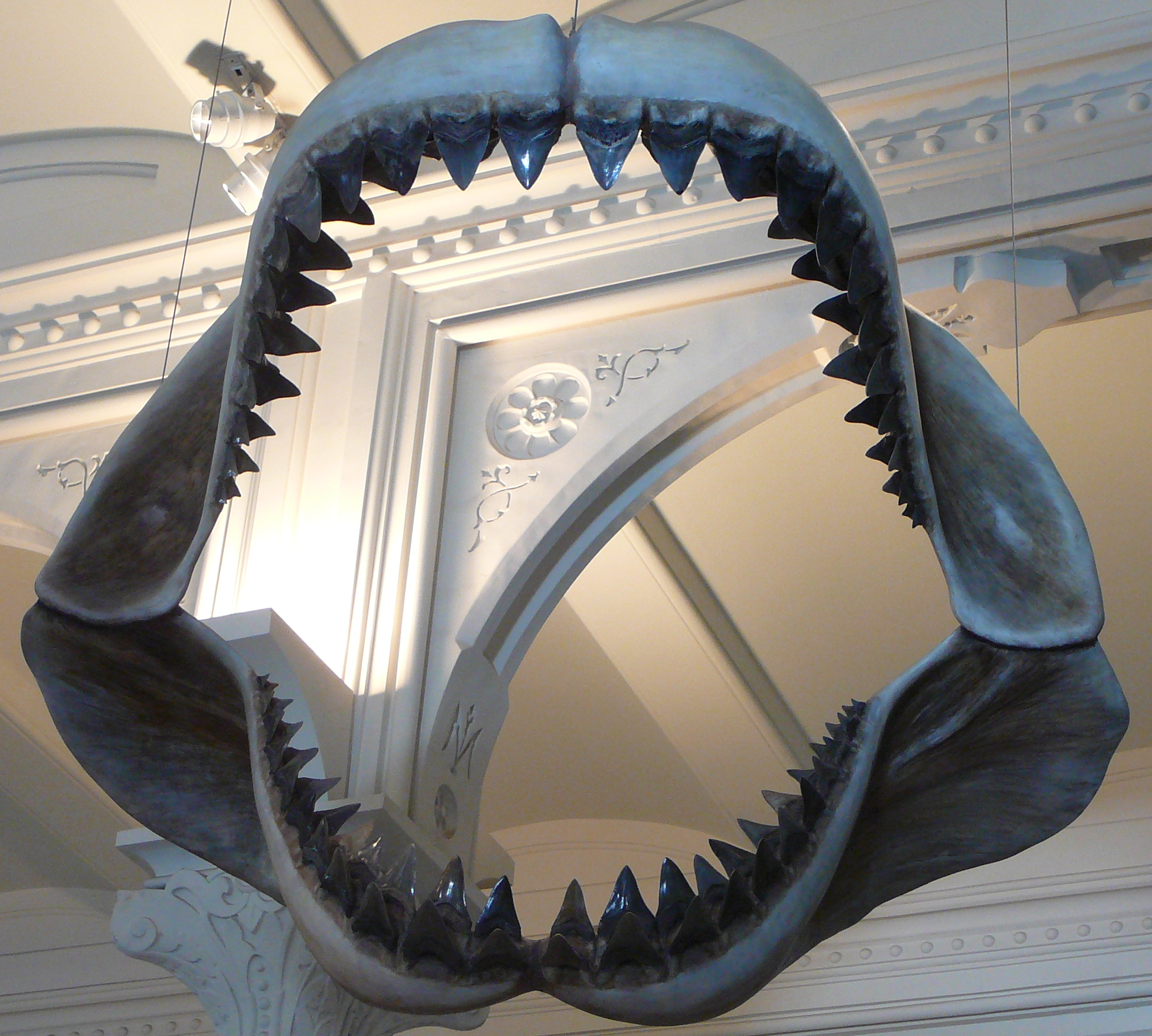
A New York-i Amerikai Természettudományi Múzeumban levő állkapocs modell
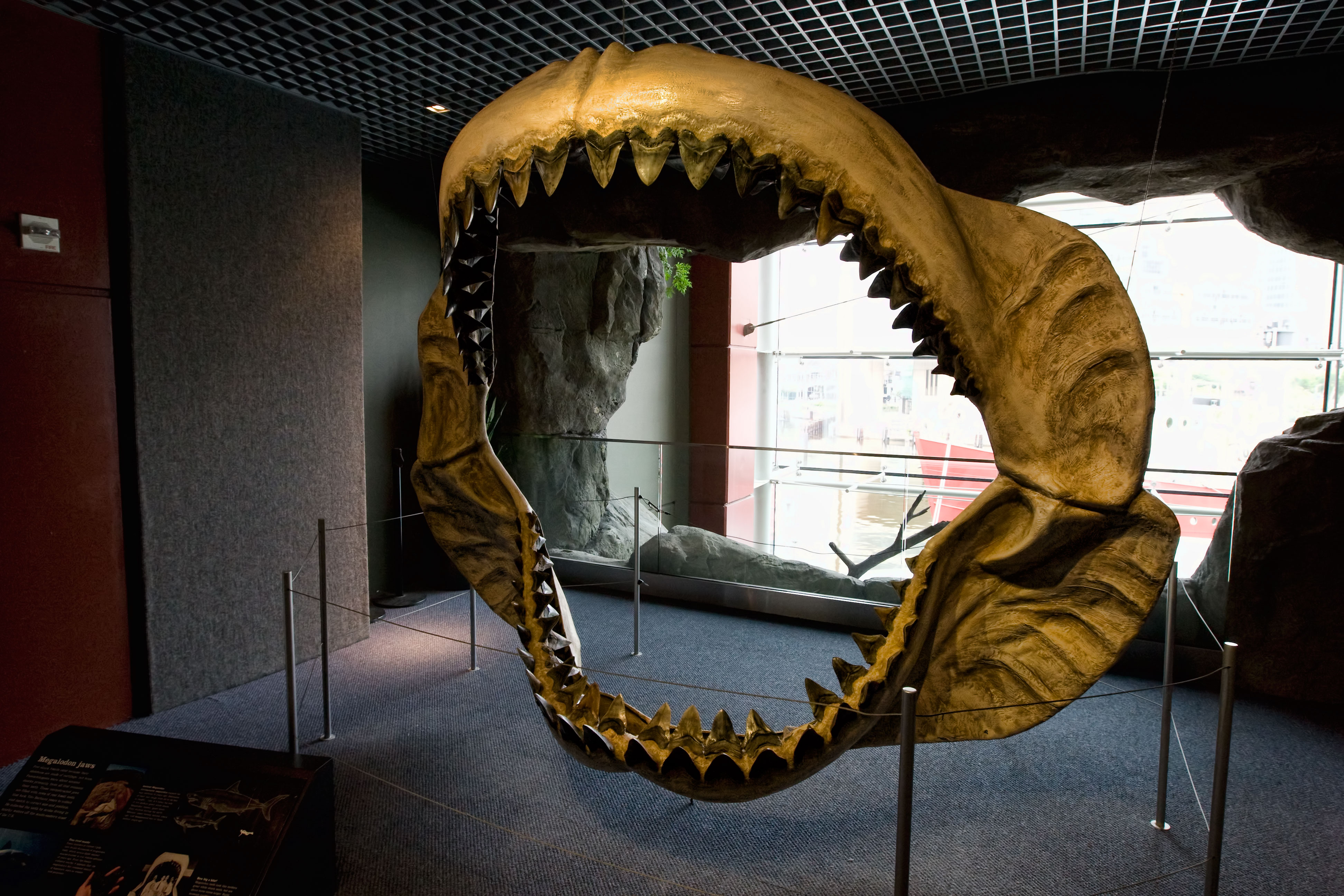
Az állkapocs rekonstrukciója Baltimore-ban

#### Harapása
2008-ban Stephen Wroe vezetésével egy kutatócsapat kísérleteket végzett a fehér cápa harapáserősségének mérése céljából. A kísérlethez egy 2,5 méteres példányt használtak fel; aztán izometrikus viszonyításokat használva, a legnagyobb és legkisebb – úgy méretben, mint testtömegben – ismert óriásfogú cápa példányokhoz arányítva, a fosszilis cápa harapáserőssége elöl 108 514 N lett, hátul 182 201 N; holott a legnagyobb fehér cápáé 18 216 N. Összehasonlításképpen a Dunkleosteus nevű, devon időszakbeli páncélos őshalnak a harapása 7495 N lehetett.

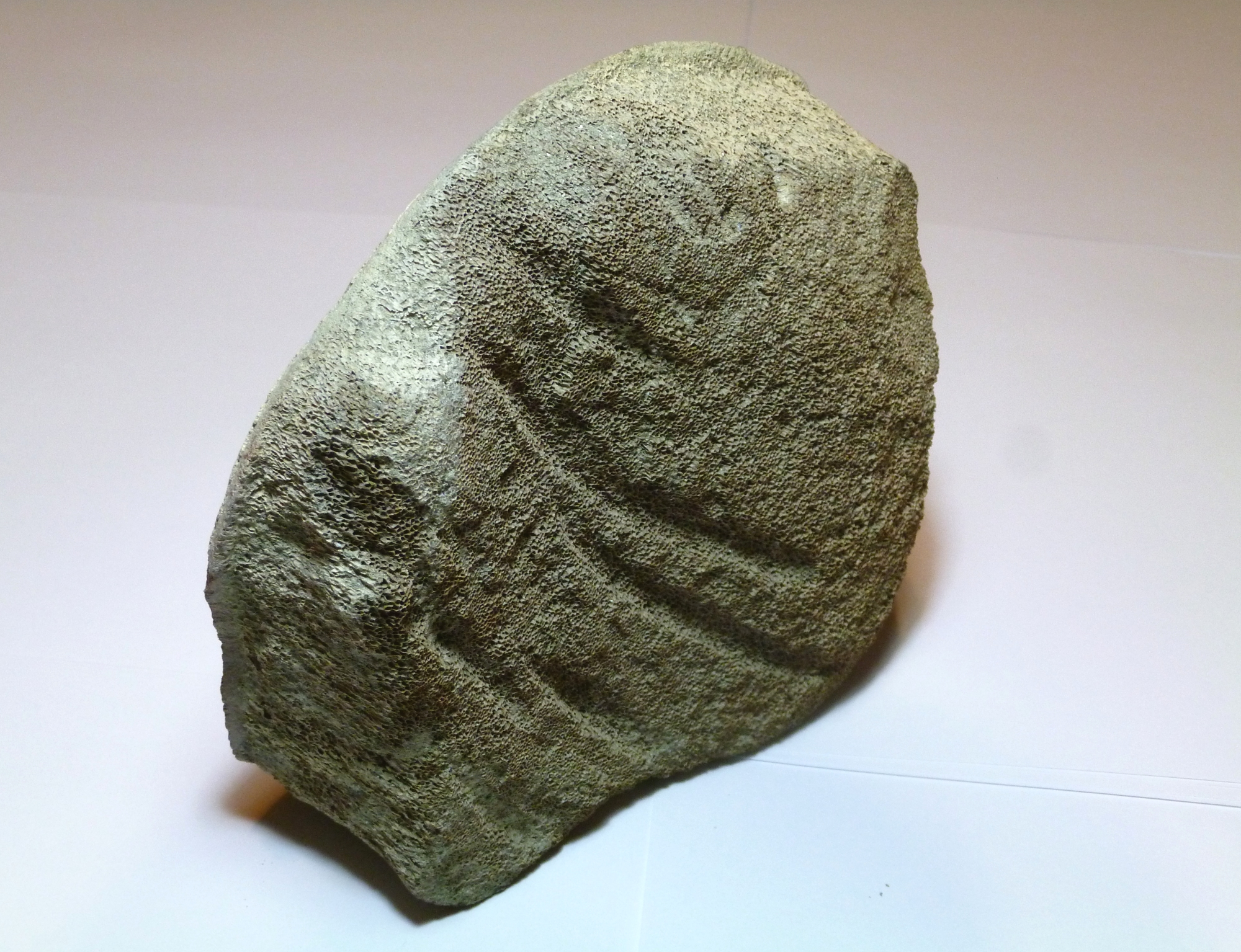
Ősbálna csigolyaközpont, amelyen óriásfogú cápa fognyomai láthatók

Wroe és kollégái megjegyzik, hogy a cápák táplálkozás közben erőszakosan oldalra mozgatják fejüket, ami tovább növeli harapásuk erősségét. Emiatt a zsákmány által érzett harapás valószínűleg nagyobb, mint amit becsülni lehet. A szóban forgó állat igen erős harapásának elképzeléséhez figyelembe kell venni, hogy eleve hatalmas méretű állat volt, mi több, aktívan vadászott a nagy testű tengeri emlősökre, köztük bálnákra is.

#### A fogak működése
Az óriásfogú cápa fogai nagyon robusztusak és fűrészesek voltak, amik megkönnyítették zsákmánya húsának kiharapását. B. K. Kent paleontológus szerint, az állat fogai a méretükhöz képest nagyon vastagok; a vékony részük és a hajlíthatóságuk csekély. A foggyökerek is jóval nagyobbak a fogmagassághoz képest, ami azonban nagyobb mechanikai előnyt szolgáltat tulajdonosának. A hatalmas és igen erős fogak kiválóan alkalmasak a nagy zsákmányállatok megtartásához és feldarabolásához, ráadásul akkor is ritkán törnek el, ha a cápa csontba harap.

### Csontváza

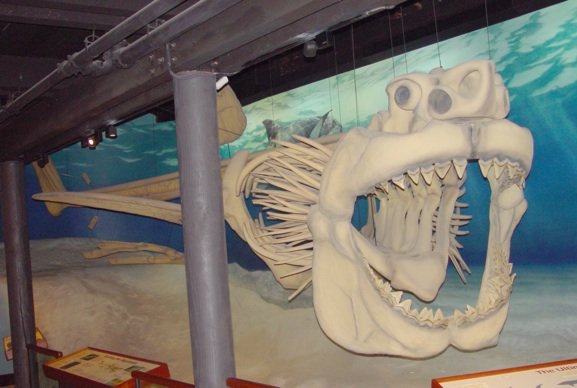
A Calvert Tengerészeti Múzeumban felállított Gottfried-féle csontvázrekonstrukció

A méret és testtömeg becslése után Gottfried és kollégái a C. megalodon teljes csontvázát is megpróbálták elképzelni. Ahhoz, hogy azt a sok hatalmas fogat elbírja, a fosszilis cápa állkapcsa masszív kellett, hogy legyen. Továbbá a testmérethez képest rövidebb és erősebb felépítésű, mint a fehér cápa esetében, mely a kihalt rokonhoz viszonyítva nagyon karcsú fogazattal és állkapcsokkal rendelkezik. Az óriásfogú cápának a nagy állkapcsai „disznószemű” pofát kölcsönöztek. A porcos koponyájának teteje és elülső része testesebbnek és vastagabbnak hathatott, mint a fehér cápa esetében. Valószínűleg az uszonyai a testnek megfelelően szintén nagyok voltak. A belgiumi példány csigolyáit vizsgálva megtudtuk, hogy neki több csigolyája volt, mint a mai cápákénak. Manapság csak a fehér cápa csigolyái közelítik meg az óriásfogú cápa csigolyáinak számát.

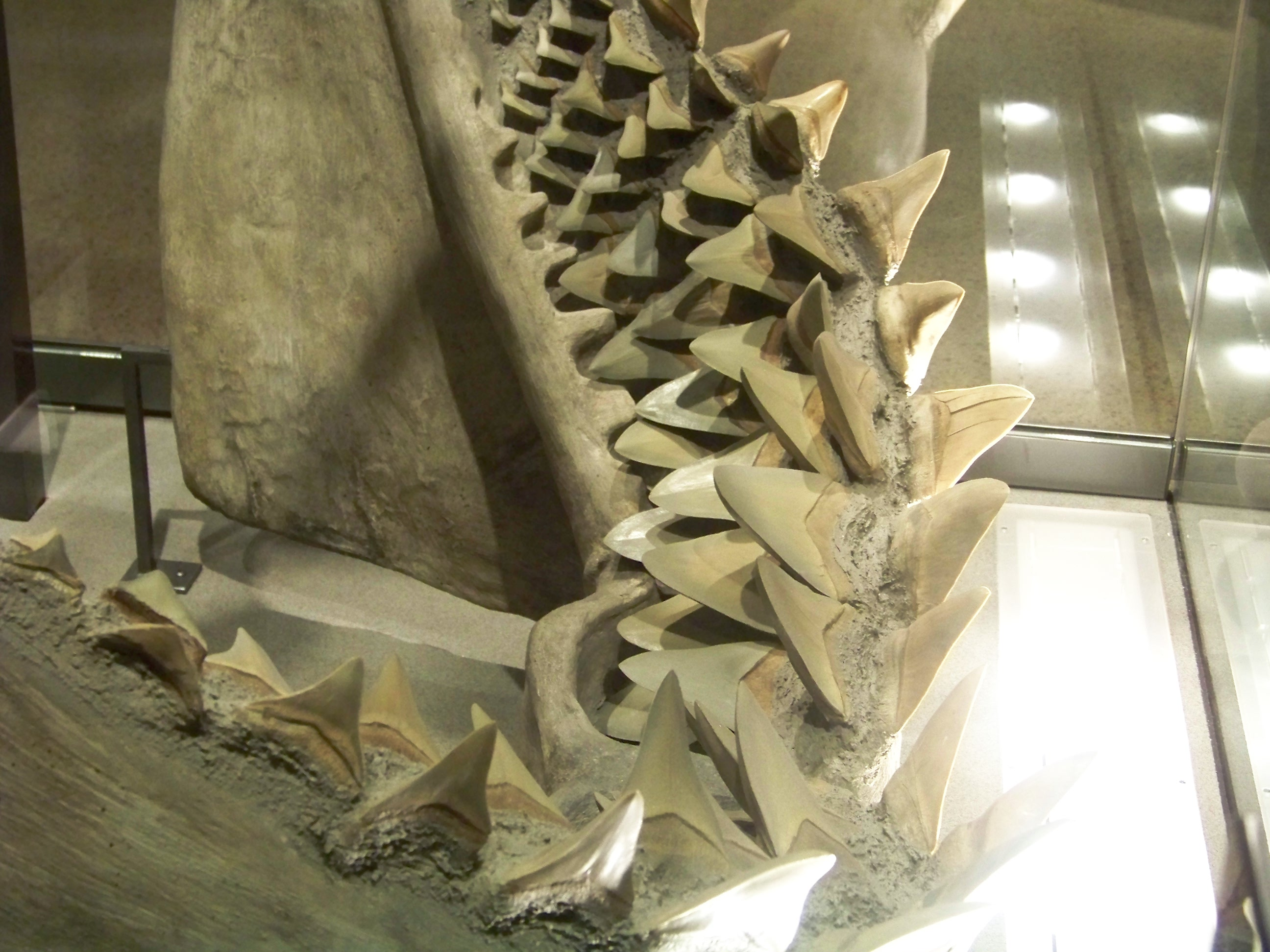
A fogak elhelyezkedése az állkapcson

A fenti jellemzők felhasználásával Gottfried és társai rekonstruálták egy C. megalodon teljes csontvázát, amelyet aztán az Amerikai Egyesült Államokbeli Maryland államhoz tartozó Solomons-szigeten lévő Calvert Tengerészeti Múzeumban (Calvert Marine Museum) állítottak fel.
A rekonstrukció egy 11,5 méteres fiatal példányt mutat be. A kutatócsapat, mely megalkotta ezt a példányt, megjegyzi, hogy amint a fehér cápa esetében, úgy az óriásfogú cápa esetében is megtörténhettek csontvázi átalakulások az egyedfejlődés során. A kövületek megerősítik azt a tényt, mely szerint a még élő állatnak nagyon elásványosodott csontváza volt.

## Ősbiológiája és ősökológiája

### Előfordulása és élőhelye

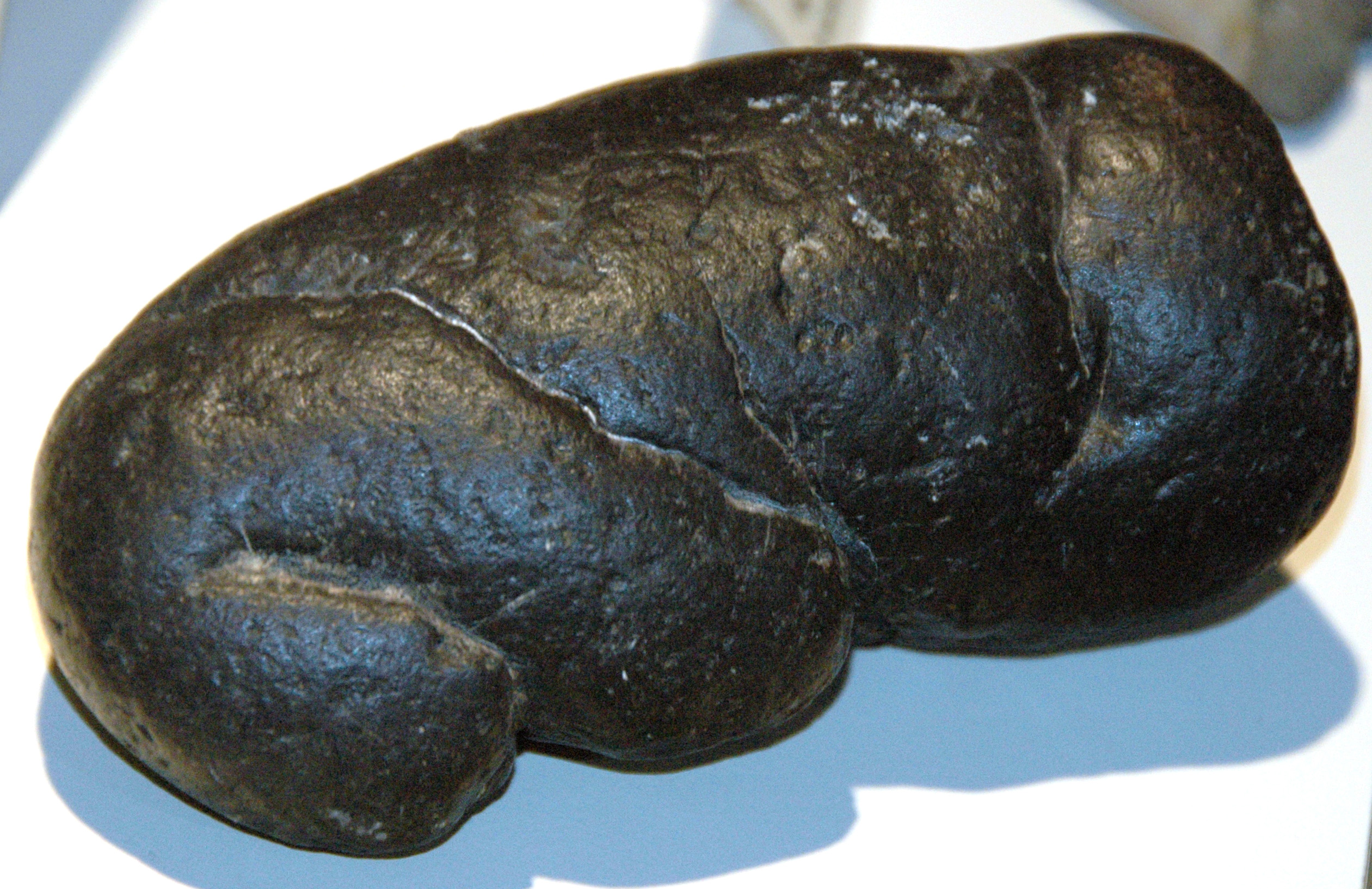
Az óriásfogú cápa fosszilizálódott ürüléke (koprolit)

A cápák – főként a nagytestűek – sokat vándorolnak, hogy elegendő zsákmányhoz jussanak, élettörténetük nagyon összetett és hatalmas térségeket uralnak. Az óriásfogú cápa kövületei világszerte való előfordulást tanúsítanak. Főleg a szubtrópusi és mérsékelt övi szélességi körökön élt. Az északi 55. szélességi körön is felfedezték. Az általa kedvelhetett átlagos vízhőmérséklet körülbelül 12 Celsius-fok volt, de az 1-24 °C közti hőmérsékletet is tűrhette. Mint családjának többi tagja, a C. megalodon is képes lehetett testmeleget előállítani. A vörös izmok anyagcseréje által létrehozott meleget speciális véredény rendszer tárolta. Ezt a véredény rendszert, az úgynevezett „csodálatos hálót” – latinul: retia mirabilia-nak (egyes számban: rete mirabile) nevezzük. Ez a véredény rendszer igen jól hasznosítja a testmeleget. Az óriásfogú cápa ennek a tulajdonságának – mely a hatalmas méretéből is ered – köszönhetően ál-melegvérűnek számít; azaz a melegvérűsége nem olyan, mint az emlősöknél és madaraknál – tehát nem állandó – hanem ezt a hőt maga a cápa állítja elő.
A Megalodonnak meglehetett az az alkalmazkodó tulajdonsága, mely lehetővé tette számára, hogy sokféle tengeri környezetben megélhessen; például a sekély part menti vízben, partközeli vízalatti sziklák közelében, mocsaras lagúnában, homokpadok közelében, valamint a nyílt tengeren és annak mélyében.
Nagy valószínűséggel egész életében vándorolt. A felnőtt C. megalodon ritka lehetett a sekély vízben; leghatalmasabb példányai valószínűleg a nyílt tengerben vadásztak. Mint sok mai cápafaj, ez a fosszilis faj is életkorának megfelelően át-átvándorolt különböző tengeri ökoszisztémákon.
A kövületek azt mutatják, hogy a déli félgömbön élt példányok átlagosan nagyobb méretűek voltak, mint északi fajtársaik. Amíg a déliek átlagosan körülbelül 11,6 méteresek, addig az északiak csak 9,6 méter hosszúak voltak. A csendes-óceáni példányok 10,9 méteresek, míg az atlanti-óceániak 9,5 méteresek. Habár a különböző félgömbökön és óceánokban kissé eltérő méretű példányok éltek, a különböző szélességi körökön élők között alig volt különbség. A különböző időkben élt óriásfogú cápák között sincs nagy méretkülönbség, habár az óriásfogú cápák törzsfejlődési vonalában megvan az a tulajdonság, hogy a későbbi korszakokban élő példányok általában nagyobbak voltak a korai példányoknál. A különböző becslési módszerek és megtalált kövületek összevetésével az átlagos óriásfogú cápa méret 10,5 méter lett; azzal a megjegyzéssel, hogy ennél nagyobb példányok is létezhettek, mivel ökológiai szempontból egy nagyobb méretű állat jobban megvédi magát és több
zsákmányhoz juthat, amik biztosítják megélését és génjeinek továbbörökítését.

### Zsákmányai
A cápák általában opportunista ragadozók, melyek általában a legkönnyebben elejthető zsákmányt veszik célba; azonban a kutatók szerint az óriásfogú cápa „feltétel nélkül a legrettentőbb ragadozó, mely valaha is létezett”. A hatalmas mérete, a gyorsúszó képessége, erőteljes állkapcsai, melyekhez egy elrettentő gyilkoló gépezet párosult, az óriásfogú cápából egy csúcsragadozót képezett, mely gyakorlatilag bármilyen tengeri prédát képes volt elejteni. A kalcium izotópos kutatások, melyeket egyaránt elvégeztek fosszilis és élő cápákon is, azt mutatták, hogy a C. megalodon, a fehér cápától eltérően, az élőhelyén levő tápláléklánc magasabban elhelyezkedő képviselőivel táplálkozott.
A kövületekből ítélve, a szóban forgó fosszilis cápafaj főleg tengeri emlősökkel táplálkozott: kisebb fogascetekkel (delfinfélékkel), kisebb bálnákkal (Cetotheriumokkal, Squalodonokkal és Odobenocetopsokkal), nagyobb cetekkel (ámbráscetfélékkel, grönlandi bálnákkal és barázdásbálna-félékkel), úszólábúakkal, disznódelfinfélékkel, tengeritehenekkel és tengeriteknős-félék közül a nagyobb fajokkal. Az óriásfogú cápa esetében a tengeri emlősök rendszeresen szerepeltek az étlapján. Számos megkövesedett bálnacsonton óriásfogú cápa fognyomok találhatók. Sokszor e régen elhunyt bálnák mellett, vagy éppen beléjük ágyazódva C. megalodon fogak vannak. Fosszilis bizonyítékok vannak arra is, hogy ez a cápa aktívan vadászott az úszólábúakra. Egy ilyen lelet egy oroszlánfóka megharapott fülcsontja, melynek közelében egy 127 milliméteres óriásfogú cápa fogra bukkantak.

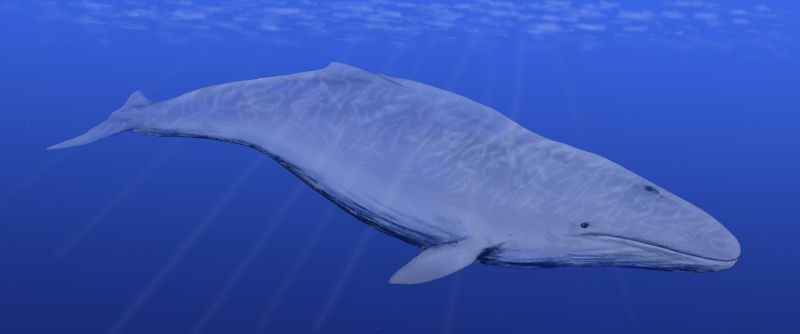
Cetotherium
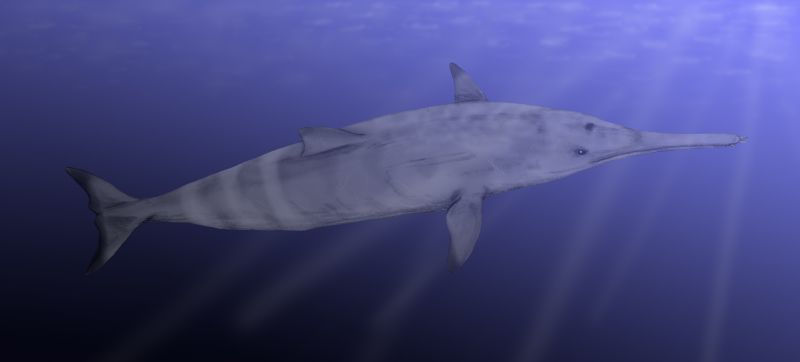
Squalodon
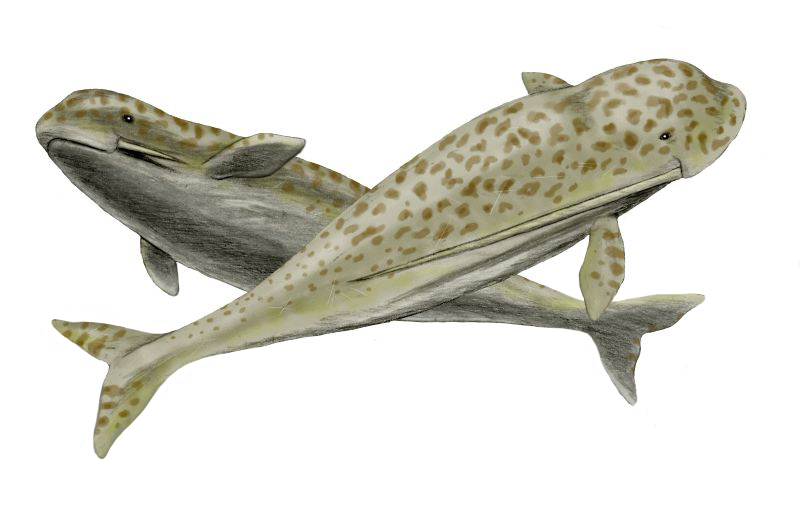
Odobenocetops

### Helye az ökoszisztémán belül
Az óriásfogú cápa világában igen nagy volt a különböző fajok közti versengés, mindazonáltal, ez a cápa minden kétséget kizáróan a tápláléklánc csúcsán állt. Csúcsragadozó mivolta nagymértékben befolyásolta az élőhelyén élő fauna összetételét. Az óriásfogú cápa akkor jelent meg, akkor fejlődött ki, amikor a cetek divergens evolúciója a csúcspontján volt. A fiatal cápa valószínűleg azokat az élőhelyeket kedvelte, ahol kisebb méretű cetek voltak jelen, míg a felnőtt példány a nagytestű cetekre vadászott. Az efféle, életkor meghatározta táplálékszerzési módszerek valószínűleg már megjelenésükkor, az oligocén után léptek fel.
A szóban forgó óriási porcos hal kortársa volt az akkor már megjelent hatalmas fogasceteknek, köztük a ragadozó életmódú ámbráscetféléknek és Squalodonoknak, melyek szintén csúcsragadozó szerepet vállaltak és a cápával versengtek a zsákmányokért. Ahhoz, hogy a fogascetek védelmet élvezzenek és sikeresen felvegyék a versenyt a kortárs óriásfogú cápákkal, kifejlesztették a csapatban vadászás módszerét, valamint hatalmassá nőttek, ilyen példa a Livyatan melvillei. A miocén kor végére a ragadozó ámbráscetfélék faj- és egyedszáma rohamosan csökkenni kezdett. Helyüket átvették a kisebb és gyorsabban mozgó ragadozó delfinfélék, melyek a pliocén kor alatt jelentek meg.
Mint sok más cápafaj, a C. megalodon is táplálkozhatott halakkal. A kövületek alapján ismert, hogy az óriásfogú cápát és az általa bejárt területeket más nagytestű cápák, mint amilyen a fehér cápa is, messzire elkerülték, valószínűleg azért, mert vadászott rájuk. Más cápákhoz hasonlóan az óriásfogú cápa a kannibalizmust sem vetette meg, ahol a nagyobb felfalja kisebb fajtársát, vagy az erősebb a gyengébbet.

### Táplálkozása

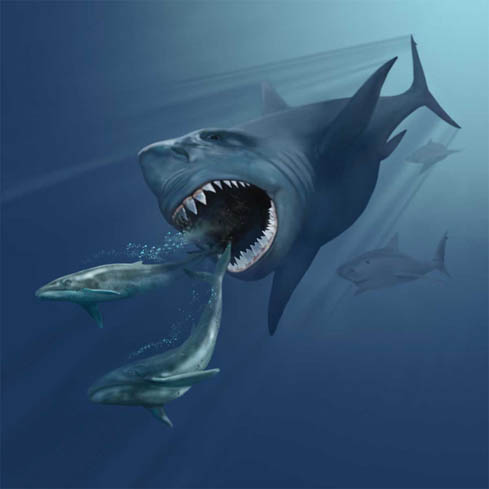
Két Eobalaenoptera harrisonit üldöző óriásfogú cápa

Ahhoz, hogy nagytestű zsákmányra tegyenek szert, a cápák sokszor komplex vadászati stratégiákat dolgoztak ki. Egyes őslénykutatók szerint a mai fehér cápa vadászati módszerei betekintést adhatnak a C. megalodon óriásbálnákra való vadászatához, azonban a kövületek alapján megtudtuk, hogy az óriásfogú cápa jobban alkalmazkodott, jobb stratégiákat fejlesztett ki a hatalmas méretű zsákmányok legyűréséhez, mint a fehér cápa.
A paleontológusok a megtalált kövületekből megpróbálják „kiolvasni” az óriásfogú cápa vadászati módszereit. Az ehhez való betekintést egy 9 méteres, azelőtt ismeretlen fajú, miocén kori sziláscet szolgáltatta. A ragadozó porcos hal legelőször zsákmánya erősen csontozott részeire – vállai, úszói, mellkas- és a nyaktájéki csigolyái – összpontosított; ezeket pedig a modern fehér cápa általában elkerüli. Dr. B. Kent szerint azért támadott e csontos részekre – pl. mellkas –, hogy azok eltörésével szétzúzza az olyan létfontos szerveket, mint a szív és tüdő. E szervek sérülése után az áldozat magatehetetlené válik, és hamarosan elpusztul. Ez a felfedezés megmutatta, hogy az óriásfogú cápának, a fehér cápától eltérően, miért is kellettek robusztusabb fogak. Továbbá a zsákmányszerzési stratégiák az áldozatok fajától és méretétől függően változhattak. A kövületeken való jelek alapján a kisebb cetekre – pl. Cetotherium – alulról támadott; teljes erőből nekik ment, aztán a sokkos állapotban levő, vagy a már elpusztult tengeri emlőst nyugodtan elfogyasztotta.
A pliocén kor idején nagyobb és fejlettebb cetfajok jelentek meg. A jelek szerint az óriásfogú cápa újabb vadászati módszereket fejlesztett ki az efféle új és hatalmas állatok elejtéséhez. Számos pliocén kori, fosszilis cet mellúszóján és farokúszó csigolyán C. megalodon fognyomok találhatók. Az úszók megsebzése, működésképtelenítése az óriásfogú cápa válasza az új, hatalmas zsákmányok megjelenésére; mivel ezek túl nagyok voltak ahhoz, hogy átharapja őket vagy súlyos csonttörést okozzon nekik.

## Szaporodása

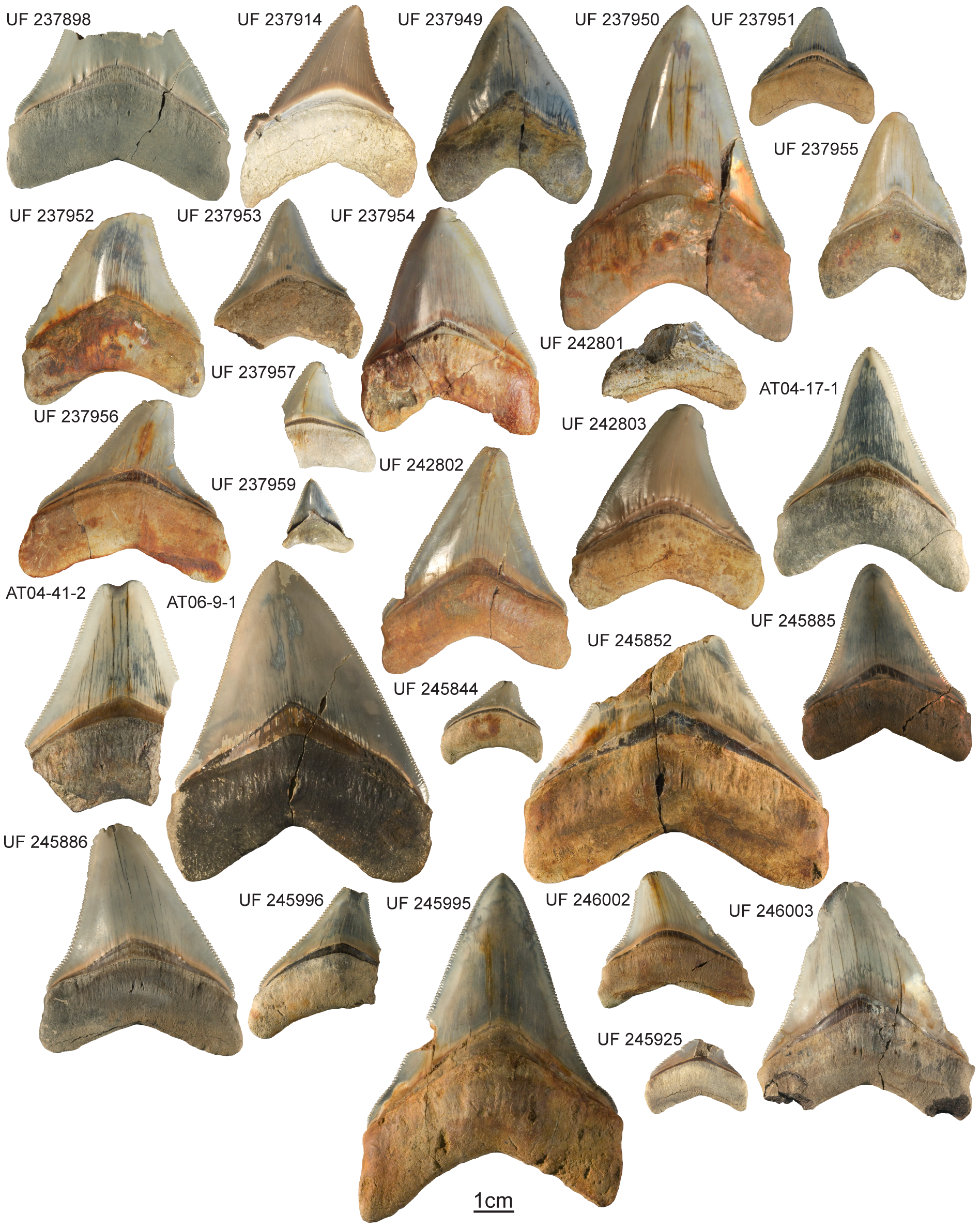
A panamai Gatun Formációból előkerült fiatal példányok fogai

A fosszilis maradványok szerint az óriásfogú cápa azokon a helyeken hozta világra kicsinyeit, ahol a vízhőmérséklet melegebb volt, kevesebb a ragadozó, és bőséges volt a táplálékkínálat. Az óriásfogú cápa eddig felfedezett ellőhelyei a következők: a panamai Gatun formáció, a marylandi Calvert formáció, a Kanári-szigeteken lévő Banco de Concepción és a floridai Bone Valley formáció. Mint sok más nagytestű cápafaj, valószínűleg a C. megalodon is ál-elevenszülő volt, vagyis kölykei a méhében keltek ki, ezután pedig tojásevőkké váltak, azaz az anyaállat méhében levő kis cápák felfalták kevésbé fejlett testvéreiket és a meg nem termékenyített petéket. A vemhesség első felében az anyaállat rengeteg kis, meg nem termékenyített petét termelt, melyeket a méhekbe juttatott. A fogak alapján az újszülött óriásfogú cápa körülbelül 2-4 méteres lehetett. Táplálékuk az egyedfejlődésük során változott. A fiatal egyed halakkal, tengeri teknősökkel, dugongokkal és kisebb cetekkel táplálkozhatott, míg felnőttkorában a nyílt tengeri és hatalmas testű cetek vadászatára tért át.
Az egyik kövület azt mutatja, hogy legalább egy esetben fiatal óriásfogú cápa támadott nagyobb testű bálnára. Egy ős kék bálna vagy ős hosszúszárnyú bálna bordáján gyógyulás nyomai vannak, miután egy pliocén kori, 4-7 méteres óriásfogú cápa támadás közben 3 fognyomot hagyott rajta. A kutatók feltételezik, hogy ez a cápa egy fiatal óriásfogú cápa lehetett.

## Kihalása
Az óriásfogú cápa kihalásának okait még manapság is kutatják. Egyedszámának csökkenéséről, illetve kihalásáról már született néhány elmélet.

### Környezeti tényezők

#### Az óceánok lehűlése és vízszint csökkenés
17-15 millió évvel ezelőtt, az úgynevezett miocén klímaoptimum (Miocene Climatic Optimum) után a Földön hosszú távú lehűlés kezdődött. Ez a folyamat az óceáni áramlatok megváltozásával felgyorsulhatott, melyek a pliocén korban, a Panama-földszoros megjelenésével következtek be. Ugyanez az esemény okozta az elkövetkezendő eljegesedési korszakokat az északi félgömbön. Emiatt a pliocén végét és a pleisztocént a jégkorszakok koraként ismerjük. Ekkortájt az óceánok is jelentősen lehűltek. Az eljegesedések idején a kontinenseken hatalmas jégsapkák keletkeztek, ennek következtében nagymértékben csökkent a tengerek, óceánok vízszintje. Mivel az óriásfogú cápa a melegebb vízhőmérsékletet kedvelte, a lehűlés miatt egyedszáma minden bizonnyal csökkent. Ezt a teóriát igazolja, hogy azokon a területeken, ahol nagymértékű lehűlések következtek be, nagyon ritkák, vagy teljességgel hiányoznak a Megalodon fosszíliák.
A vízszintcsökkenés meggátolhatta a cápát abban, hogy eljusson a sekélyebb vizű ellőhelyeire; így a szaporodása is nehézségekbe ütközött. Egyéb, védtelen helyeken az újszülött cápák áldozatul eshettek a ragadozóknak, vagy nagyobb fajtársaiknak is. A pliocén végére a szóban forgó porcos hal fenti körülmények miatt kihalt.

### Biológiai tényezők

#### A táplálékcsökkenés
A sziláscetek (Mysticeti) a miocén kor idején élték a virágkorukat, amikor is több mint 20 nemük élt; míg manapság csak 6 nemük létezik. Ez a sokféleség tökéletes volt ahhoz, hogy fenntartson egy olyan óriásragadozót, mint amilyen az óriásfogú cápa. A miocén kor végére a sziláscetek fajszáma, sokfélesége csökkenni kezdett; a gyorsabb és jobban rejtőzködő fajok maradtak fenn. A Panama-földszoros megjelenése után megváltoztak az óceáni áramlatok, ez azután számos tengeri élőlény kihalását okozta. A tápláléklánc egyes helyeken összeomlott és a trópusokon táplálkozó bálnák kihaltak. A pliocén kori bálnakövületekből ismertté váltak e cetek vándorútjai. Ezek arról tanúskodnak, hogy e későbbi cetfajok a sarkok felé kezdtek vándorolni. A vizek lehűlése meggátolta az óriásfogú cápát, hogy zsákmányait a sarki táplálkozóhelyekre kövesse. A trópusi bálnák kihalása, valamint az életben maradt bálnafajok elköltözése okán az óriásfogú cápa egyszerűen nem talált elegendő prédát; így a pliocén kor idején az alsóbb és középső szélességi körökön már alig maradt fent. A C. megalodon túlságosan specializálódott ragadozóállat volt, emiatt nem tudott alkalmazkodni az újabb körülményekhez. Albert Sanders nevű paleontológus szerint ez a cápa túl nagy volt ahhoz, hogy az összeomló táplálékláncból megélhessen. A helyzetet tovább rontotta, hogy a plio-pleisztocén korok idején bekövetkezett trópusi táplálékhiány miatt gyakoribbá vált a kannibalizmus, ebben az éhínséges időkben, a fiatal példányokat gyakrabban támadhatták meg a felnőttek.

#### Vetélkedése más ragadozókkal
A pliocén korban megjelentek a nagytestű, ragadozó életmódot folytató delfinfélék, mint amilyen a kardszárnyú delfin (Orcinus orca) és rokonai; ezek pedig kitöltötték azokat az üresen maradt ökológiai fülkéket, melyeket addig – a miocén kor végéig – a már kihalt ragadozó ámbráscetek töltöttek be. A kutatók egy kis csoportja úgy véli, hogy az óriásfogú cápa az ős kardszárnyú delfinekkel való versengés során halhatott ki. Más források egyéb nagytestű fogasceteket is hibáztatnak e cápafaj kihalásáért. A kövületek azt mutatják, hogy a pliocén kori delfinfélék az északabbra, illetve délebbre fekvő szélességi körökön, azaz a hidegebb vizekben is megéltek. Ős-kardszárnyú delfin maradványaira bukkantak a Dél-afrikai Köztársaságban, ami arra utal, hogy a két csúcsragadozó találkozhatott egymással.

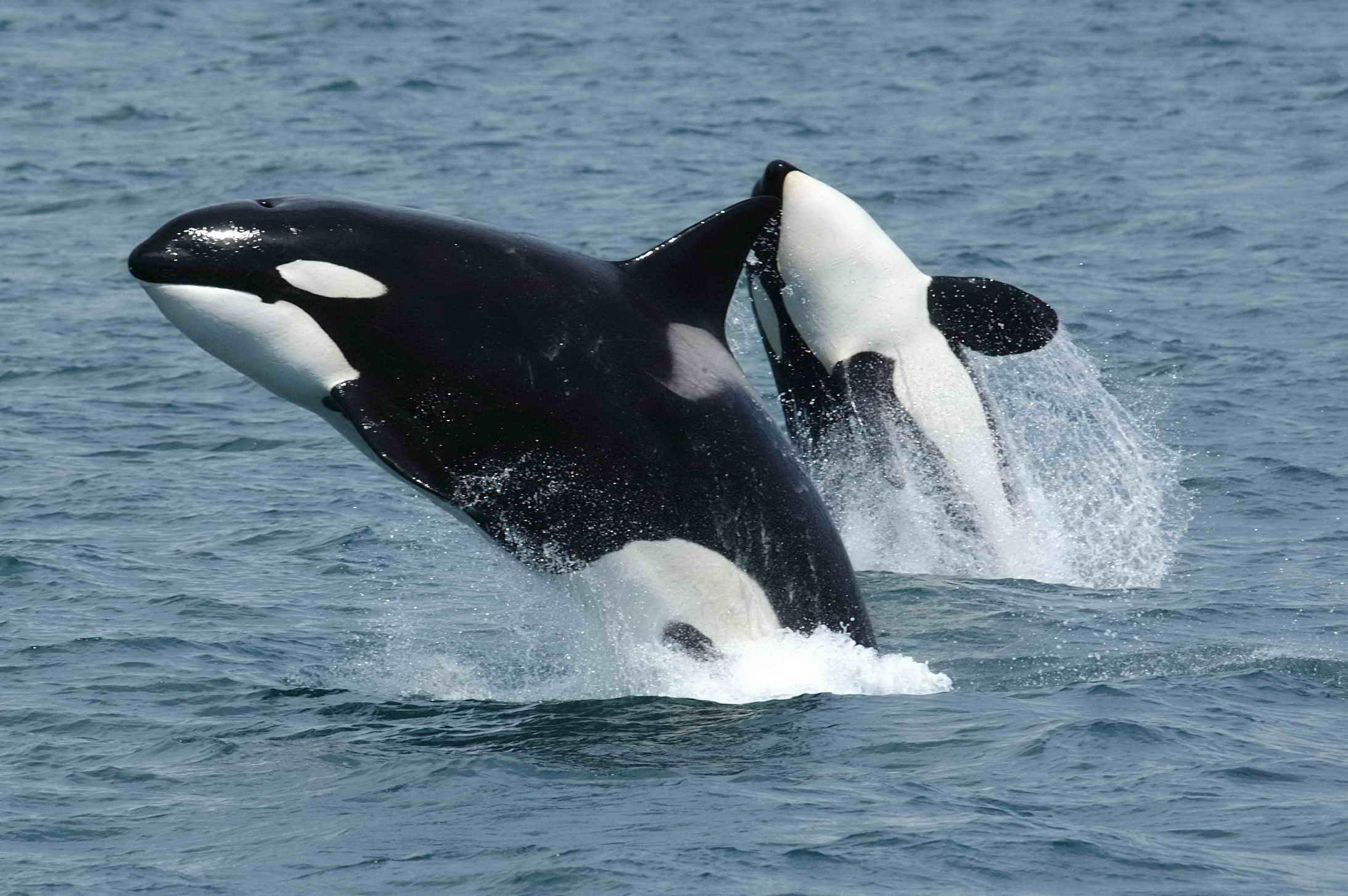
Kihalása után a kardszárnyú delfin...
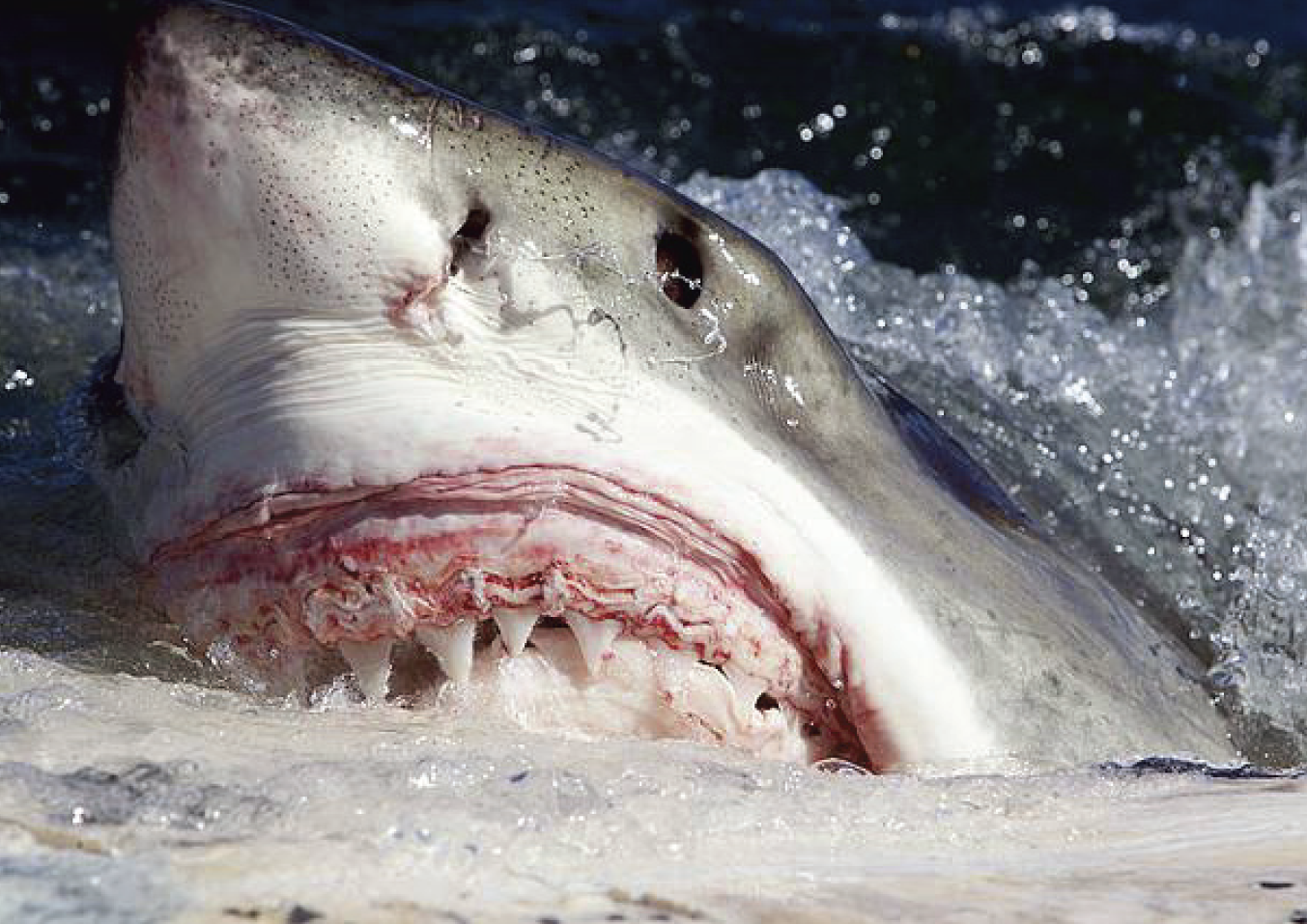
... és a fehér cápa töltötte ki az üresen maradt ökológiai fülkét

### Fenti okok összeadódása
A szakértők egyetértenek abban, hogy az óriásfogú cápa kihalásának legfőbb okai, a plio-pleisztocén korokban bekövetkezett óceánok lehűlése, valamint a tengeri táplálékláncok összeomlása, illetve áthelyeződése voltak.
A legújabb kutatások szerint, melyek számba veszik a cápa előfordulását, az éghajlati és geológiai tényezőket, valamint a kortárs élővilágot – tekintetbe véve zsákmányállatait és a vele vetélkedő többi ragadozót –, arra utaltak, hogy a C. megalodon egyszerűen „éhen halt”.
Szintén ezen kutatások szerint e fosszilis cápa előfordulása a miocén és pliocén kor idején nem függ össze a felmelegedési és lehűlési irányzatokkal. Mivel az óriásfogú cápa csak a pliocén végén halt ki, azt mutatja, hogy hosszabb ideig is jól tűrte a hideg vizeket. Olyan helyeken is találtak kövületeket, melyekből arra lehet következtetni, hogy bár átlagosan 12-27 °C-fokos vízben érezte jól magát, kivételes esetekben jóval nagyobb hőmérsékleti tartományban, akár 1-33 °C -fokos vízben is megéltek. Fentiekből úgy tűnik, hogy az óriásfogú cápa jóval nagyobb elterjedési területen élt, és a hidegebb vizek nem jelentettek számára feltétlenül akadályt.
Annyi mindenesetre bizonyos, hogy az óriásfogú cápa kihalása a tengeri élővilágra robbanásszerű hatással volt. A bálnák átlagos testmérete növekedésnek indult, valamint a cápák eltűnésével a többi csúcsragadozó újabb vadászterületekre tett szert.

## A fikcióban
Ez a cápafaj számos filmben és regényben szerepel. Az olyan fikciós művekben, melyekben tengeri szörnyek szerepelnek, az óriásfogú cápa majdnem mindig kihagyhatatlan. Az ilyen filmekben vagy regényben a történet szerint általában létezik egy reliktum állomány az óceánok mélyén, egyes példányai pedig emberi vagy természeti okok miatt felszínre kerülnek.
Jim Shepard amerikai író és professzor, „Tedford and the Megalodon” című története szerint egy ilyen esemény következik be. Ilyen hiedelmeket óriásfogú cápa fogak megtalálása is táplál; például 1872-ben, az HMS Challenger nevű gőzhajó legénysége ilyen fogakra bukkant, melyekről úgy vélték, hogy csak tízezer évesek. Tengerészektől és halászoktól érkező rémhírek között időnként a mai napig is az óriásfogú felbukkanásáról is szó esik. Ilyen történetek jelentek meg 1918 júliusában Ausztrália keleti partvidékén, és ehhez hasonló eset a Port Stephens-i, ami 15 évvel később történt és ismét a Csendes-óceán déli térségéből érkezett.
Az olyan alkotások, mint a „Shark Attack 3: Megalodon” és Steve Alten sci-fi-író sorozata, „Meg: A Novel of Deep Terror”, tévesen a C. megalodont 70 millió évesként, a dinoszauruszok kortársaként írják le. A „Shark Attack 3: Megalodon” című film írói szándékosan, Richard Ellis amerikai tengerbiológus kutatását, a Great White Shark címűt vették át és torzították el.
A kutatás másolatában, ami a filmben is szerepel, olyan oldalak is vannak, melyek az igazi írásban nincsenek. Ellis emiatt beperelte a film tulajdonosát, a Lions Gate Entertainment kanadai-amerikai filmes céget, a film terjesztésének leállítását, valamint 150 000 dolláros kártérítést követelve. Talán a legfélrevezetőbb író Steve Alten, aki a könyvének előszóján és fedelén egy tengerben levő Tyrannosaurus rexet ölő óriásfogú cápát ír le, illetve ábrázol.
Az Animal Planet fikciós ismeretterjesztő filmje, a „Mermaids: The Body Found”, azt mutatja, hogy 1,6 millió évvel ezelőtt a sellők egy csapata két óriásfogú cápával találkozott. Később, 2013 augusztusában a Discovery Channel elindította az éves „Shark Week” sorozatot, melynek során cápákról szóló ismeretterjesztő filmeket mutatnak be hétről hétre, köztük sci-fi „Megalodon: The Monster Shark Lives” címűt is. Ebben állítólag még létezik ez a cápafaj, és több képzelt bizonyítékot is hoznak létezésének alátámasztásához. Ez az ismeretterjesztő film számos kritikát kapott, köztük azt is, hogy a benne szerepelt tudósok valójában fizetett színészek voltak. 2014-ben a Discovery Channel újból bemutatta ezt a filmet, egy másik, 1 órás „Megalodon: The New Evidence” című film mellett. Ezekhez csatlakozott egy másik ismeretterjesztő sci-fi film, a „Shark of Darkness: Wrath of Submarine” című, ami szintén számos kritikát és negatív visszajelzést kapott a sajtó és a kutató közösség részéről. Legutóbb a Meg – Az őscápa és a folytastásában a Meg 2. – Az árok című filmbekben szerepeltették.

### Fordítás
- Ez a szócikk részben vagy egészben  a   Megalodon című angol Wikipédia-szócikk ezen változatának fordításán alapul.  Az eredeti cikk szerkesztőit annak laptörténete sorolja fel. Ez a jelzés csupán a megfogalmazás eredetét és a szerzői jogokat jelzi, nem szolgál a cikkben szereplő információk forrásmegjelöléseként.

### Videók
- Mark Renz shows a huge megalodon tooth (one of the largest ever discovered) (angol nyelven). youtube, 2009. február 1.
- Megalodon – Shark Week Special with Pat McCarthy and John Babiarz (angol nyelven). youtube, 2010. június 1.
- Megalodon fossil teeth show evidence of 10-million-year-old shark nursery (angol nyelven). youtube, 2010. augusztus 12.
- Lamniform sharks: 110 million years of ocean supremacy (angol nyelven). Youtube – Royal Tyrrell Museum
- Bretton Kent: The Rise and Fall of the Neogene Giant Sharks (angol nyelven). youtube, 2010. augusztus 12.

### A fosszilis faj tudományos leírásával foglalkozó internetes források
- †Carcharocles megalodon Agassiz 1843 (megalodon) (angol nyelven). fossilworks.org. [2017. december 22-i dátummal az eredetiből archiválva]. (Hozzáférés: 2016. október 25.)
- Carcharocles  JORDAN & HANNIBAL, 1923 Extinct Megatoothed shark (angol nyelven). elasmo.com. (Hozzáférés: 2016. október 25.)
- Carcharodon megalodon Giant "Mega-Tooth" Shark, Family: Lamnidae (angol nyelven). sdnhm.org. [2011. június 13-i dátummal az eredetiből archiválva]. (Hozzáférés: 2016. október 25.)
- Sharkzilla – building a Megalodon tonight on Shark Week (angol nyelven). thedorsalfin.com. (Hozzáférés: 2016. október 25.)
- MEGALODON: THE PREHISTORIC WORLD'S WORST NIGHTMARE (angol nyelven). sharkopedia.discovery.com. [2016. október 25-i dátummal az eredetiből archiválva]. (Hozzáférés: 2016. október 25.)
- C. megalodon (angol nyelven). prehistoric-wildlife.com. [2021. március 20-i dátummal az eredetiből archiválva]. (Hozzáférés: 2016. október 25.)